# Feixisme

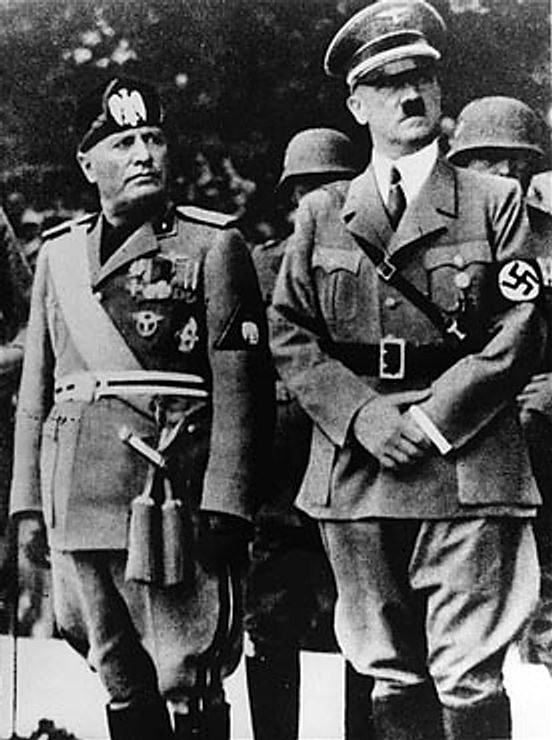
Benito Mussolini al costat d'Adolf Hitler.

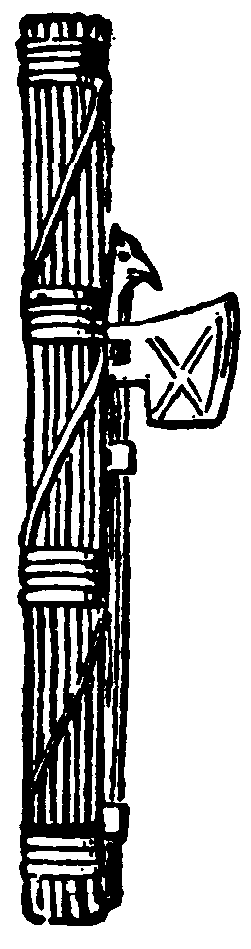
El fascio romà, símbol tradicional del feixisme

El feixisme és una ideologia i un moviment polític que va sorgir a l'Europa d'entreguerres (1918-1939). El terme feixisme prové de l'italià fascio ('feix romà'), i aquest alhora del llatí fascis a través del llatí vulgar fascium.
El projecte polític del feixisme és instaurar un corporativisme estatal totalitari i una economia dirigida, mentre la seva base intel·lectual planteja una submissió de la raó a la voluntat i l'acció, un nacionalisme fortament identitari amb components victimistes que es condueix a la violència contra els que es defineixen com a enemics per un eficaç aparell de propaganda, un component social interclassista, i una negació a ubicar en l'espectre polític (esquerres o dretes), cosa que no impedeix que habitualment la historiografia i la ciència política situïn el feixisme a l'extrema dreta i el relacionin amb la plutocràcia, identificant-lo algunes vegades com un capitalisme d'Estat, o bé com una variant xovinista del socialisme d'Estat.
Es presenta com una "tercera via" o "tercera posició» que s'oposa radicalment tant a la democràcia liberal en crisi (la forma de govern que representava els valors dels vencedors en la Primera Guerra Mundial, com ara Anglaterra, França o Estats Units, els quals considera «decadents») com al moviment obrer tradicional en ascens (anarquista o marxista, aquest últim escindit al seu torn entre la socialdemocràcia i el comunisme, que des de 1917 tenia com a referent el projecte d'estat socialista que s'estava desenvolupant a la Unió Soviètica); encara que el nombre de les ideologies contra les quals s'afirma és més ampli:
| «                                    | El feixisme té els seus enemics agrupats en aquests tres fronts: el social-comunista, el demoliberal-maçònic i el populisme catòlic. | » |
| — Revista F. E. 1933 (Filosofia.org) | |   |

El concepte de «règim feixista» pot aplicar-se a alguns règims polítics totalitaris o autoritaris de l'Europa d'entreguerres ja pràcticament tots els que es van imposar per les potències de l'Eix durant la seva ocupació del continent durant la Segona Guerra Mundial.
D'una manera destacada i en primer lloc hi ha el feixisme italià de Benito Mussolini (1922) que inaugura el model i encunya el terme; seguida per l'Alemanya del III Reich d'Adolf Hitler (1933) que el porta a les seves últimes conseqüències, i, tancant el cicle, l'Espanya Nacional de Francisco Franco que es prolonga molt més temps i evolucionà fora del període (des de 1936 fins a 1975). Les diferències de plantejaments ideològics i trajectòries històriques entre cada un d'aquests règims són notables. Per exemple, el feixisme a l'Alemanya nazi o nacional-socialisme afegeix un important component racista, que només és adoptat en un segon moment i amb molt menor fonament pel feixisme italià i la resta de moviments feixistes. Per molts d'aquests el component religiós (catòlic o ortodox segons el cas) va ser molt més essencial, tant que Trevor-Roper ha pogut definir el terme feixisme clerical (entre els quals estaria el nacionalcatolicisme espanyol).
Es pot considerar que el feixisme italià és un totalitarisme centrat en l'Estat:
| «           | El poble és el cos de l'Estat, i l'Estat és l'esperit del poble. En la doctrina feixista, el poble és l'Estat i l'Estat és el poble. Tot a l'Estat, res contra l'Estat, res fora de l'Estat. | » |
| — Mussolini | |   |

Mentre que el nazisme alemany està centrat en la raça identificada amb el poble (Volk) o Volkgemeinschaft (interpretable com a comunitat del poble o comunitat de raça, o fins i tot com a expressió del suport popular al Partit i l'Estat):
| « | Ein Volk, ein Reich, ein Führer! | «¡Un Poble, un Imperi, un Guia!» | » |

També es poden trobar elements del feixisme fora del període d'entreguerres, tant abans com després. Un clar precedent del feixisme va ser l'organització Action Française (Acció Francesa, 1898), el principal líder de la qual fou Charles Maurras; comptava amb una ala juvenil violenta anomenada els Camelots du Roi i se sustentava en una ideologia ultranacionalista, reaccionària, fonamentalista catòlica i antisemita. Amb posterioritat a la Segona Guerra Mundial van reaparèixer moviments polítics minoritaris, la majoria marginals (denominats neofeixistes o neonazis), que reprodueixen plantejaments idèntics o similars, o que en mimetitzen l'estètica i la retòrica; malgrat (o precisament com reacció a) la intensa demonització a què foren sotmesos la ideologia i els règims feixistes, considerats principals responsables de la guerra que va conduir a alguns dels majors desastres humans de la història. En molts països hi ha legislacions que en prohibeixen o limiten tant l'existència com les actuacions (especialment l'anomenat crim d'odi), la propaganda (especialment el negacionisme de l'Holocaust) o l'exhibició dels símbols.

## Definició
La concepció més correcta i més ben definida històricament és la restrictiva, en la qual només el règim italià és feixista. La concepció més extensa suposa més dificultats, ja que aquests règims presenten característiques pròpies a cada Estat, adaptant-se al nacionalisme de cadascú. Així a la Itàlia feixista l'Estat és la base, mentre que a l'Alemanya nacionalsocialista el règim se centra en la idea de la raça i a l'Espanya franquista en l'integrisme catòlic. A més les circumstàncies internacionals juguen també un paper important en cada moment. Així, la Itàlia feixista es veu influïda pel nazisme i n'adopta tardanament els principis racials a causa de la seva dependència política i militar respecte del Tercer Reich durant la Segona Guerra Mundial.
En el cas d'Espanya i Portugal els seus règims dictatorials sobreviuran durant dècades a la Segona Guerra Mundial i aniran adaptant-se a les noves circumstàncies, perdent les característiques feixistes dels seus inicis un cop derrotades Alemanya i Itàlia, de tal manera que aquests règims ja no poden ser considerats feixistes si més no des de mitjan la dècada dels 50. A l'Amèrica llatina apareixeran règims dictatorials a imitació del d'Espanya (com ara el de Pinochet a Xile), però ho fan més tard i imitant un franquisme que ja ha perdut part dels seus principis més feixistes, de manera que seria erroni considerar aquestes dictadures com a tals. Per tal de veure la complexitat del feixisme com a ideologia més enllà d'Itàlia, cal fer esment de l'existència d'ultraconservadores i ultranacionalistes a Europa tant abans (des del darrer quart del S. XIX) com després del període d'entreguerres. Aquestes ideologies existeixen a estats políticament més avançats com França (és el cas de Action Française de Charles Maurras, amb postulats racistes, antisemites i joventuts violentes), a països més endarrerits com Espanya, on el conservadorisme ultracatòlic tenia una gran força encara que no fos feixista. Les barreges entre el pensament d'ultradreta de cada estat i els postulats pròpiament feixistes generen a cada lloc un feixisme diferent, cosa que en fa molt més complexa la definició i també dir qui n'és i qui no n'és a cada estat concret.
Per tot això es considera més correcte definir el feixisme només com la ideologia i el règim polític italià. La concepció més global es fa servir tan bon punt apareixen el feixisme i els règims dictatorials que s'hi basen i és, segurament, la més estesa. Per aquest motiu se l'ha de considerar també correcta, encara que en aquest cas cal considerar-la en tota la seva complexitat. També convé de tenir en compte que aquesta complexitat ha estat emprada des del negacionisme històric per a, d'alguna manera, justificar règims feixistes. En qualsevol cas, no hi ha unanimitat entre els historiadors i mentre pels uns solament es pot parlar de feixisme referint-se al moviment i règim italià i, com a conseqüència i a tall d'exemple, el nazisme seria un moviment diferent encara que amb força similituds, pels altres constitueix una ideologia a escala internacional a què el moviment italià dona el nom pel fet de ser el primer, amb la qual cosa i reprenent l'exemple anterior, el nazisme esdevindria un tipus de feixisme.

## Característiques generals del feixisme
La principal característica dels règims de tipus feixista és la radicalització del nacionalisme, el qual és dut fins a les últimes conseqüències. La nació es posa per sobre de l'individu, essent-li negats fins i tot els drets més elementals, els Drets Humans. L'individu ha de servir a la nació, que és identificada amb el poble, i això es presenta com la preeminència del conjunt de la població sobre els interessos individuals. Aquesta identificació es revesteix de progressisme i un cert aire revolucionar mitjançant l'ús de la demagògia. Com a conseqüència d'aquest ultranacionalisme apareix el totalitarisme. L'Estat, manifestació institucional de la nació, està present en tots els aspectes de la vida dels seus habitants, incloent-hi els més privats. Hi ha una absoluta manca de llibertat i el concepte de ciutadania, amb tot el que això comporta en els règims liberals, és novament substituït pel de servitud com en l'Antic Règim, encara que en aquest cas es tracta de servitud a la nació, el règim i el líder i no pas a un monarca.
Una altra característica del feixisme és el menyspreu tant pels règims parlamentaris com pel comunisme. El feixisme es presenta com la tercera via entre tots dos. El menyspreu al sistema parlamentari es basa en el fet que, per definició, aquest sistema provoca divisió en la nació, ja que perquè funcioni cal l'existència de diverses forces polítiques enfrontades, arrossegant part de la població al darrere. A més, en ser el parlamentarisme corrupte i profundament elitista, és vist com una cosa completament aliena a la societat, a la Nació "real". Per a entendre aquest argument s'ha de tenir present que en la majoria de països els règims parlamentaris encara són més liberals burgesos que no pas veritablement democràtics. En els països més avançats i amb un esperit democràtic més o menys consolidat, poden aparèixer moviments feixistes però no tindran cap possibilitat d'esdevenir moviments de masses. En el cas del comunisme, aquest és internacionalista, no creu en les nacions. L'única divisió real és la de classe social: el món només es divideix en opressors i oprimits. Això fa que el comunisme esdevingui l'autèntic dimoni del feixisme, ja que d'una banda nega la nació i de l'altra en provoca la divisió perquè creu en la lluita de classes, fins al punt de portar els intents revolucionaris que suposen enfrontaments entre individus de la mateixa nació amb l'objectiu de crear un ordre internacional.
El feixisme és un moviment de caràcter transversal que ha de ser propi tant de les classes populars com de les benestants, atès que creu en la nació sense divisions internes. El liberalisme és un règim d'origen burgès i el comunisme d'origen proletari, propi només de les classes socials més baixes. El feixisme, amb el seu caràcter nacional, pretén ser el moviment de tothom i esdevé un autèntic moviment de masses allà on aconsegueix el poder. A Itàlia i Alemanya arriba al poder amb el suport popular: a Itàlia amb la Marxa sobre Roma i a Alemanya mitjançant una victòria electoral. A Espanya hi arriba per la força, per mitjà d'una victòria militar en la Guerra Civil, però aquesta circumstància no pot fer perdre mai de vista el fet que aproximadament la meitat d'Espanya serà propera al règim, encara que repartida territorialment de forma desigual i per motius diversos.
Si no hi ha d'haver divisions polítiques perquè aquestes afebleixen la nació en dividir-la, aleshores només hi podrà haver un únic partit polític. A Itàlia el partit únic serà el Partit Nacional Feixista, a Alemanya el Partit Nacionalsocialista dels Treballadors Alemanys (NSDAP) i a Espanya el Movimiento Nacional o Falange Española Tradicionalista y de las JONS. Evidentment un règim de partit únic on, per tant, no s'accepta la pluralitat política i sense drets polítics reconeguts als ciutadans és un règim dictatorial. Els règims feixistes seran per definició dictadures. Els dictadors que les dirigeixen solen ser generalment els ideòlegs del règim, líders carismàtics ben dotats per a l'oratòria. El règim defensa la nació per sobre de tot i de tothom, de manera que nació i règim s'identifiquen. El partit únic és el partit de la nació i qualsevol altre partit polític es convertirà en un enemic no només del règim sinó de la nació i serà prohibit. Tot allò que no sigui el mateix règim feixista és l'enemic i serà perseguit pel bé de la nació. La repressió de l'oposició (sovint de manera brutal) és també una característica dels règims feixistes. No hi ha lloc per a la discrepància, ja que pel Feixisme poble i nació s'identifiquen, de manera que el poble (conjunt d'individus) és el cos i la nació l'esperit col·lectiu. No és possible d'oposar-se al partit perquè seria el mateix que oposar-se a la Nació i, per tant, cometre traïció.
La Nació se situa per sobre dels interessos econòmics individuals i de classe. Per tal d'aconseguir-ne la supervivència i supremacia sobre les altres en el món contemporani, calen una economia i una indústria fortes, de manera que els règims feixistes les protegiran i potenciaran. Però els interessos individuals sempre es posen per sota dels de la nació, així que no es permet llibertat econòmica als burgesos. L'Estat dirigeix les activitats econòmiques importants en una situació semblant a l'economia de guerra i controla les relacions laborals de forma paternalista mitjançant documents com la Carta del Lavoro (Carta del Treball) de Mussolini o el Fuero del Trabajo (Fur del Treball) de Franco, que inclouen la constitució de sindicats verticals. Tant burgesos com treballadors hi estan subjectes i han d'obeir l'estat. Els règims feixistes creen un sistema corporativista a l'estil dels gremis medievals, amb representació en parlaments no democràtics i sense atribucions, i que a la pràctica constitueixen simplement un vincle més entre l'Estat i la població. La Nació ha de ser prou forta per sobreviure econòmicament per si sola, amb els fruits de la agricultura, ramaderia, indústria i comerç interior, i sense dependència econòmica de l'exterior. Per aquest raó el feixisme creu en l'autarquia econòmica, però els estats feixistes no tenen prou recursos naturals per poder sobreviure sense cap importació. Si per una banda s'ha de sobreviure amb els recursos propis sense importar res i per l'altra el territori de l'Estat no disposa de prou recursos naturals, l'única alternativa lògica és l'imperialisme. Els règims feixistes es caracteritzen per ser imperialistes. En un context històric amb grans imperis colonials, els estats feixistes reclamen el seu lloc com a potències perquè tenen capacitat per ser-ho, a la mateixa alçada que Gran Bretanya o França.
Una altra característica del feixisme és l'exaltació de la violència entesa com un mètode de regeneració. La violència mobilitza la nació i li permet desfer-se dels elements més febles pel que fa al físic i la voluntat. Alhora, la presència d'un enemic més o menys real provoca un sentiment d'adhesió a la Nació i a l'elit que la dirigeix, ajudant a destruir l'estat liberal "caduc i corrupte". L'apologia de la violència entronca també amb el pensament vitalista de Nietzsche. Els partits feixistes mantenen joventuts violentes tant abans com després de triomfar. L'apologia de la violència es manifesta també en el militarisme. Això fa que els partits feixistes afavoreixin l'estètica i rituals militars i creïn agrupacions paramilitars. Són freqüents els enfrontaments de les joventuts feixistes amb les comunistes. Aquestes organitzacions paramilitars vinculades als partits feixistes protagonitzen episodis de gran violència contra els "enemics" de la pàtria (adversaris polítics en general i en el cas d'Alemanya també minories ètniques) i obren el camí de la victòria als partits feixistes. Tota aquesta apologia de la violència i militarisme enllacen amb l'imperialisme ja citat.

### Raó, voluntat i acció

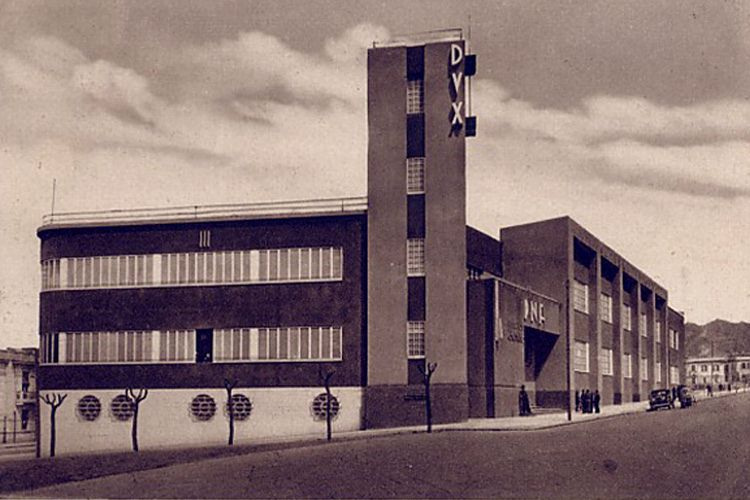
Casa del Fascio di Reggio Calabria, de línies arquitectòniques avantguardistes per als anys vint. Destaca la paraula Dux, en referència a Mussolini, i les sigles del partit sobre la porta.

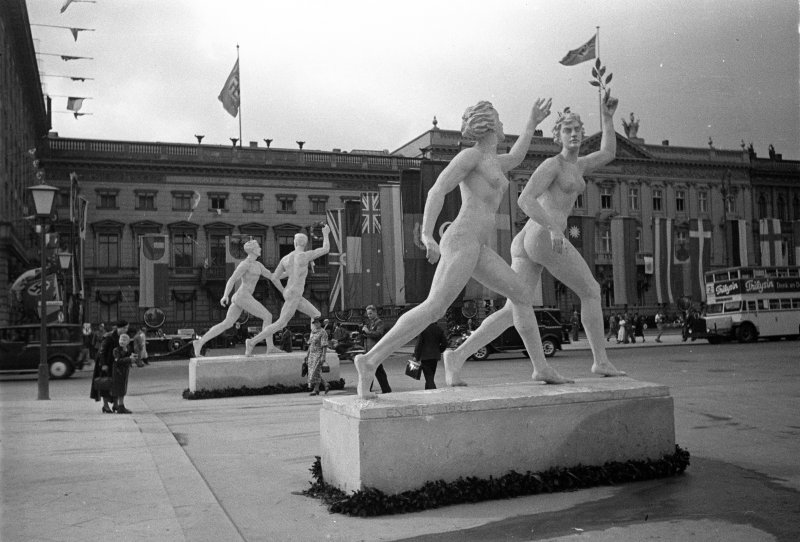
Els Jocs Olímpics de Berlín de 1936 van ser l'aparador del nazisme, seguint l'estètica neoclàssica coincident amb l'ideal de bellesa ària. Algunes filmacions dels jocs es deuen a Leni Riefenstahl, que també va dirigir la filmació del congrés nazi de Nüremberg de 1934, d'impressionants concentracions i discursos, amb l'expressiu títol d'El triomf de la voluntat.

Les connexions del feixisme amb moviments intel·lectuals —artístics, com ara el futurisme i altres avantguardes, i filosòfics, com l'irracionalisme i el vitalisme— van suposar en realitat, més que la seva influència, la seva utilització i manipulació, que va ser atractiva —en major o menor mesura, amb major o menor grau de compromís o simple contemporització, i de vegades amb evolució posterior en contra— per a moltes personalitats destacades: italians com Gabrielle D'Annunzio, Filippo Tommaso Marinetti, Curzio Malaparte o Luigi Pirandello; alemanys com Martin Heidegger, Ernst Jünger, Carl Schmitt, Wilhelm Furtwängler o Herbert von Karajan; francesos com Robert Brasillach, Louis-Ferdinand Céline o Pierre Drieu La Rochelle; espanyols com Ernesto Giménez Caballero, Eugeni d'Ors i Rovira, Agustín de Foxá, Pedro Laín Entralgo o Dionisio Ridruejo;
noruecs com Knut Hamsun, romanesos com Mircea Eliade; i nord-americans com Ezra Pound. En el cas d'Alemanya en concret, és el que va succeir amb tòpics culturals com ara el de l'Übermensch de Nietzsche. Les tesis de Nietzsche, per contra, condemnen el proselitisme i menyspreen els fanàtics (Així va parlar Zarathustra).
El pastiche intel·lectual del feixisme incloïa conceptes com la voluntat de poder de Nietzsche, l'«únic» de Stirner, la intuïció bergsoniana, els «mites» de Sorel, el pragmatisme i, com a últim descobriment, el relativisme d'Einstein. O fins i tot amb les desviacions pseudocientífiques justificadores del racisme, com ara l'eugenèsia i el darwinisme social.
La ciència mateixa va ser un objecte principal de consideració, enquadrada i subordinada de manera totalitària a l'Estat i al Partit.
| « | Com diu Isaiah Berlin, la Rebel·lió Romàntica ha anat soscavant els pilars de la tradició occidental oferint com a alternativa «l'autoafirmació romàntica, el nacionalisme, el culte als herois i els líders, i al final... feixisme i irracionalisme brutal i l'opressió de les minories». En absència de regles objectives les noves regles les fan els propis rebels: «Les finalitats no són valors objectius... Les finalitats no són descobertes en absolut, sinó construïdes, no es troben sinó que es creen»... arriba a inspirar la política de l'Estat: la ciència ària consistia en un constructo social de manera que l'herència racial de l'observador «afectava directament la perspectiva del seu treball». Per aquest motiu els científics de races indesitjables no resultaran admissibles i solament es podria escoltar a aquells que estiguessin en sintonia amb les masses, el völk. La física havia de ser reinterpretada per relacionar-la no amb la matèria sinó amb l'esperit, descartant-se així l'objectivitat i la internacionalitat de la ciència. | » |

La incoherència dels postulats no era cap inconvenient: l'antiintel·lectualisme i el predomini de l'acció sobre el pensament eren conscientment buscats.
Fins i tot es va arribar a menysprear la modernitat estètica inicial (art nazi i concepte d'Entartete Kunst o Art degenerat, crema de llibres, estigmatització de determinats intel·lectuals o de col·lectius sencers).
Per a Stanley Paine, allò que caracteritzava l'ideari falangista (el moviment equivalent al feixisme a Espanya, fundat en els anys trenta per José Antonio Primo de Rivera i que es transformà en un Moviment Nacional més complex durant la guerra civil i el franquisme) eren justament «les seves idees vagues i confuses».
El feixisme rebutja la tradició racionalista i adopta postures de desconfiança envers la raó, alhora que exalta els elements irracionals de la conducta, els sentiments intensos i el fanatisme.
Es busca amb tot cinisme la simplificació del missatge, amb absolut menyspreu pels seus destinataris:
| «                 | La propaganda ha de limitar-se a un nombre petit d'idees i repetir-les incansablement, presentar-les una vegada i una altra des de diferents perspectives, però sempre convergint sobre el mateix concepte. Sense fissures ni dubtes... Si una mentida es repeteix suficientment, acaba per convertir-se en veritat. | » |
| — Joseph Goebbels | |   |

Qualsevol idea emanada del cap és un dogma indiscutible, i una directriu que cal seguir cegament, sense discussió ni anàlisi. S'exalten els valors de la virilitat i la companyonia, inclosa la dels germans d'armes, tot plegat en sintonia amb algunes tradicions militaristes existents en tots els exèrcits, però que foren exacerbades per tal de permetre'n la utilització a estats connectats amb el feixisme de manera més o menys estreta. Serien els casos de l'exèrcit alemany, el japonès i els anomenats militars africanistes espanyols. Francisco Franco i Millán Astray, que van inspirar el Credo Legionari i expressions com Visca la mort i a baix la intel·ligència, en el famós incident d'aquest últim amb Miguel de Unamuno (que va respondre al desafiament del general amb un Vencereu, però no convencereu). Aquest enfrontament tingué lloc el 12 d'octubre de 1936 Dia de la Raça a la Universitat de Salamanca, temple de la saviesa, de la qual el rector Unamuno es considerava summe sacerdot. Havien passat pocs mesos des del començament de la Guerra Civil espanyola.

### Nacionalisme de vençuts
Se sol indicar que una característica dels països on els moviments feixistes van triomfar, fou la reacció d'humiliació nacional per la derrota (s'ha utilitzat l'expressió nacionalisme de vençuts), que impulsava a buscar bocs expiatoris a qui culpar (cas d'Alemanya), o la frustració per les expectatives no complertes (cas d'Itàlia, defraudada per l'incompliment del Tractat de Londres). Per tal d'aconseguir-ne l'entrada en la guerra al costat de l'Entesa, hom li promet l'annexió, un cop finalitzada la contesa, de territoris pertanyents a l'Imperi austrohongarès: Trentino, Tirol meridional, Trieste, Ístria i part de Dalmàcia. El tractat es va signar com un pacte secret, el 26 d'abril de 1915. El Tractat de Versalles no va satisfer les expectatives italianes. En tots dos casos, el ressentiment es manifestava, en el pla internacional, contra els més clars vencedors (Anglaterra, França o els Estats Units); mentre que en el pla intern es bolcava contra el moviment obrer (sindicalistes, anarquistes, comunistes, socialistes), o el perill real o imaginat d'una revolució comunista, o, fins i tot, d'una Conspiració Jueva-Masònica-Comunista-Internacional, o qualsevol altra conspiració fantasmagòrica, oculta en la composició de la qual s'inclogués qualsevol organització que els feixistes jutgessin transnacional o oposada als interessos de l'Estat, com ara el capitalisme, la banca, la borsa, la Societat de Nacions, el moviment pacifista o la premsa. Principalment en el cas alemany, hom insistia en la convicció de pertànyer a un poble o raça superior la prostració actual de la qual es deu a una traïció que l'ha humiliat i sotmès a una condició injusta, i que té dret a l'expansió en el seu propi espai vital (Lebensraum), a costa dels inferiors.

### Component social

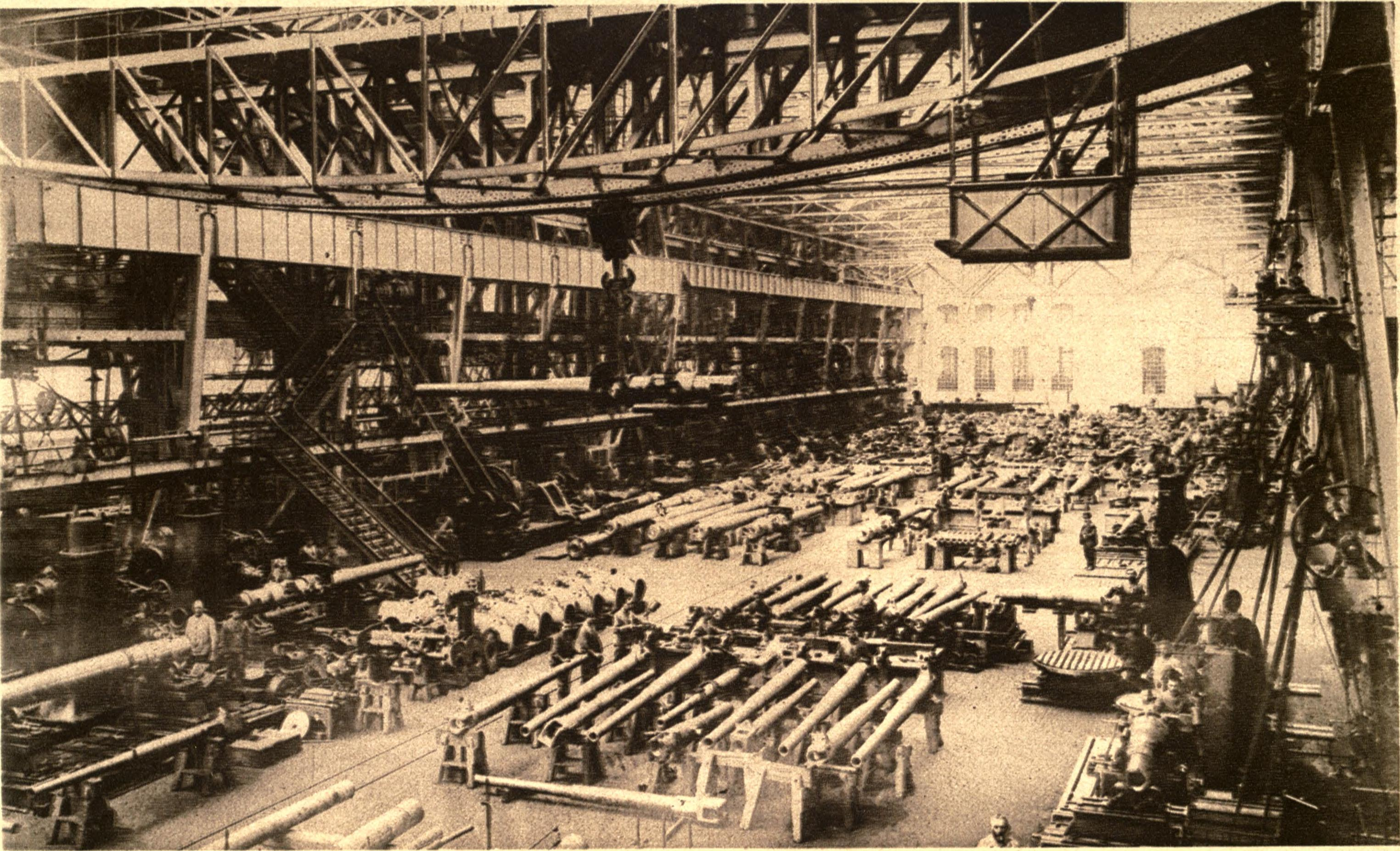
Fàbrica de canons Krupp durant la Primera Guerra Mundial. La remilitarització d'Alemanya impulsada per Hitler en contra de les limitacions del pacte de Versalles va ser molt favorable als interessos de la gran indústria.

La component social del feixisme pretén ser interclasista i antiindividualista: nega l'existència dels interessos de classe i intenta suprimir la lluita de classes amb una política paternalista, de sindicat vertical i únic on tant treballadors com empresaris obeeixin les directrius superiors del govern, com en un exèrcit. Tal és el corporativisme italià o el nacionalsindicalisme espanyol. El nacionalisme econòmic, amb autarquia i direcció centralitzada es van adaptar com en una economia de guerra a la conjuntura de sortida de la crisi de 1929, amb un important nivell de proteccionisme. No obstant això, no va haver-hi en cap sistema feixista ni plans quinquennals a l'estil soviètic, ni qüestionament de la propietat privada sempre que complís allò que l'Estat dictaminés com a «funció social», ni alteracions radicals del sistema capitalista convencional més enllà d'una forta intervenció del mercat afavorint determinades àrees de les grans empreses industrials. Aquestes característiques serveixen com a base a una crítica (d'orientació tant liberal com materialista) que ressalta la conveniència del feixisme per a un sector important de la burgesia.
Des d'aquest punt de vista, se sol mantenir que els moviments feixistes d'entreguerres van ser alimentats per les classes econòmicament poderoses (per exemple l'alta burgesia industrial o les famílies conservadores riques), per a oposar-se als moviments obrers i a la democràcia liberal. Aquesta tesi va ser defensada el 1936 per l'historiador Daniel Guérin (Feixisme i grans negocis), en la qual els associa a un complex industrial-militar, expressió que serà posteriorment reutilitzada per a definir altres contextos, com el de la cursa d'armament entre la Unió Soviètica i els Estats Units. Noam Chomsky descriu el feixisme com el sistema on l'Estat integra la mà d'obra i el capital sota el control d'una estructura corporativa.
Encara que la tesi que identifica al feixisme amb un capitalisme d'Estat corporatiu (una economia altament intervencionista que protegeix i finança a grans empreses privades) no sempre és sostinguda àmpliament, hi ha molts elements que permeten la identificació d'interessos entre aquest moviment i una intervenció de l'entorn econòmic-polític.
Així, per exemple, quan es compara l'estructura econòmica de la població entre països, en concret el pes econòmic del 5% de la població amb majors ingressos en la renda nacional, mentre que als Estats Units va disminuir un 20% entre 1929 i 1941 (xifres similars per al nord-oest d'Europa), a l'Alemanya nazi augmentà un 15%.

#### Relació amb el capitalisme i el socialisme
Segons la doctrina tercerposicionista, el feixisme no és d'esquerra ni de dreta, ni capitalista ni comunista, ja que el feixisme seria una idea totalment original; no obstant això, en la pràctica, més que una idea original, seria una fusió sincrètica de diverses idees polítiques -projectes, discursos, etc.- aglutinades sempre sota el nacionalisme unitari i l'autoritarisme centralista.
Una de les raons per a considerar usualment al feixisme com un moviment de dreta política sol ser l'aliança estratègica del feixisme amb els interessos de les classes econòmiques més poderoses, al costat de la seva defensa de valors tradicionals com ara el patriotisme o la religiositat, per tal de preservar l'statu quo. Aquest fet no es contradiu necessàriament amb el seu poc respecte per la llibertat econòmica i l'autonomia del mercat lliure,ni per certes característiques similars al socialisme estatalista o a la Doctrina Social de l'Església. Hom també ha assenyalat parentius, a nivell de política econòmica, entre el dirigisme econòmic del feixisme i la Sozialpolitik d'Otto von Bismarck i el New Deal de Franklin Roosevelt. Encara que aquesta col·laboració no existís al principi, o el seu suport es pugui qualificar de tardà i parcial, una vegada aconseguit el poder, la plutocràcia va cooperar decididament amb el feixisme en les seves diverses versions.
D'altra banda les raons per a considerar que el feixisme té connexions amb l'esquerra política, i és una variant xovinista del socialisme d'Estat, són el seu programa econòmic col·lectivista (proteccionisme, nacionalització, etc.) i discurs polític, però no com a moviment o projecte doctrinari (on eren antagònics). El feixisme i les seves variants apel·laven al sentiment popular i les masses i les situaven com les protagonistes del règim, especialment a través de l'exaltació de la virilitat en el treball manual i obrer (obrerisme); malgrat això, no en reconeixia la llibertat d'associació per motius de classe (llibertat sindical). Els treballadors eren considerats com a «súbdits» de l'Estat, «poble» i «pàtria», i d'aquí el símil amb el populisme. Roderick Long a Liberalisme contra feixisme:
| « | Segon, on el comunisme tendeix a ser cosmopolita i internacionalista, la ideologia feixista tendeix a ser xovinísticament nacionalista, accentuant la lleialtat particularista cap al país, la cultura o l'ètnia de cadascun; a això se li uneix la desconfiança cap al racionalisme, una preferència econòmica per l'autarquia, i una visió de la vida com una inevitable però gloriosa batalla. El feixisme també vol conrear un ésser humà gregari o völkish, la retòrica de «l'home del poble», «el pragmatisme per sobre dels principis», «el cor per sobre del cap», «no fer esment aquests intel·lectuals caps de ruc». Aquests contrastos amb el comunisme no haurien de ser exagerats, és clar. Els governs comunistes no poden permetre's suprimir la propietat privada per complet, en tant això els portaria a un veloç col·lapse econòmic. A més, malgrat tot el cosmopolitisme i internacionalisme que puguin caracteritzar als règims comunistes en la teoria, tendeixen a ser tan xovinísticament nacionalistes en la pràctica com els seus cosins els feixistes; mentre que, per l'altre costat, els règims feixistes podrien apel·lar demagògicament a l'universalisme liberal. | » |

El programa econòmic del feixisme pren importants criteris de la Nova Política Econòmica (NPE), que Lenin va aplicar després de la guerra civil a Rússia, que consistia a recórrer al capitalisme per a enfortir l'economia nacional. La idea, en el cas de Mussolini (exmilitant socialista), era usar els capitalistes industrials per a implantar, en conjunt amb el govern, el corporativisme nacionalista i totalitari. Aquesta paradoxa és explicable, ja que el corporativisme, el projecte polític del feixisme, faria que tots els sectors de la societat s'integressin obligatòriament, fet que comportaria treballar de manera unificada sota el comandament del govern, i que també explicaria la inclusió, dins d'aquesta corporació, d'aspectes normalment considerats «capitalistes» i «socialistes». Roderick Long a Liberalisme contra feixisme:
| « | Amb totes aquestes similituds, existeix una diferència en èmfasi i estratègia entre el feixisme i el comunisme. Quan es tracta d'encarar les institucions vigents que amenacen el poder estatal -les empreses, esglésies, la família o la tradició- l'impuls comunista passa en gran manera per abolir-les; mentre que l'impuls feixista consisteix a absorbir-les. Les estructures de poder externes a l'estat són potencials rivals del propi poder estatal, per la qual cosa els estats sempre tenen alguna raó per pretendre la seva abolició; el comunisme impulsa aquesta pulsió. Però les estructures de poder externes a l'Estat són també potencials aliats de l'Estat, particularment si serveixen per reforçar els hàbits de subordinació i acatament entre la població, i per tant, sempre existeix l'oportunitat potencial d'una aliança mútuament beneficiosa; aquí mateix descansa l'estratègia feixista. Aquests trets en els quals el feixisme difereix del comunisme podrien donar a entendre que l'alien més aviat amb el conservadorisme aristocràtic tradicional de l'antic règim, que és de la mateixa manera particularista, corporativista, mercantilista, nacionalista, militarista, patriarcal i antiracionalista. Però el feixisme difereix d'aquest desfasat conservadorisme en abraçar l'ideal del progrés industrial dirigit per directors tecnòcrates, així com en adoptar una postura populista capitanejant la lluita de l'«home desemparat» contra les elits -recordem el seu gregarisme (Si les tendències tecnocràtiques del feixisme semblen estar en conflicte amb la seva pulsió antiracionalista, llavors, en paraules del protofeixista Moeeler van der Bruck «hem de ser capaços de viure amb les contradiccions»). | » |

Segons l'economista austríac Ludwig von Mises l'arrel del feixisme, en els seus diferents vessants, es troba en les idees col·lectivistes del socialisme i pot entendre's, més pròpiament, com una escissió patriòtica del marxisme, que comparteix les tesis del rebuig al mercat lliure, la societat burgesa, el govern limitat i la propietat privada, i també en l'exaltació d'un sector de la societat com el triat per «la història» per tal de dirigir les vides de la resta i al qual, per «raons històriques», li està permès de vulnerar el principi d'igualtat davant la llei en reclamar «drets especials» sobre els altres (ex. classisme, racisme, sexisme, etc.). En la pràctica, el feixisme amb prou feines variaria sobre quin grup i com s'hauria d'administrar la propietat espoliada als individus. Posteriorment, el Premi Nobel d'Economia Friedrich Hayek sostindrà que l'intervencionisme duu progressivament a una economia centralitzada similar al feixisme.
D'altra banda, els avantatges que els nous règims li proporcionaven a la plutocràcia eren evidents: eliminava la possibilitat de revolució social obrera, suprimia els sindicats reivindicatius i mantenia altres restriccions en les relacions capital-treball, legitimant el principi de lideratge a l'empresa; en suprimir la lliure competència permetia crear càrtels oligopòlics d'empreses afavorides amb contractes estatals milionaris, o subsidiades pel govern com a «incentius» a la producció nacional. A més, del seu èxit indubtable en resposta a la Gran Depressió, almenys en el curt termini.
La sensació d'estabilitat era molt marcada: Mussolini havia aconseguit que els trens funcionessin amb puntualitat (després del famós incident d'un dels seus primers viatges com a Duce, en el qual suposadament va manar afusellar un maquinista). El fet que aquesta sensació d'estabilitat es correspongui o no amb una eficàcia real és secundari, i, de fet, sembla que la puntualitat ferroviària (i potser també l'incident del maquinista) era més aviat un mite.

#### Origen dels seus líders
Es pot dir el mateix de l'origen personal d'alguns dels seus membres, començant pel mateix Mussolini, que abans del final de la Primera Guerra Mundial era un important ideòleg obrerista i militant socialista. L'origen social dels líders feixistes a diferents parts d'Europa va ser molt divers: de vegades aristocràtic (Starhemberg, Mosley, Ciano), de vegades proletari (Jacques Doriot i el PPF francès); sovint eren militars (Franco, Pétain, Vidkun Quisling, Szálasi, Metaxas), o juristes (José Antonio Primo de Rivera, Ante Pavelić, Oliveira Salazar). Pel que fa als casos més destacats, els de Hitler i Mussolini, es tractava de fortes personalitats, d'origen fosc, desclassats i inadaptats, però d'ascensió irresistible.
Els militants sortien d'entre els estudiants (molt abundants en la Guàrdia de Ferro romanesa o el rexisme belga), els petits propietaris camperols, els aturats urbans i, sobretot, de la temorosa petita burgesia, empobrida o amenaçada per la crisi, i atemorida per l'avanç del comunisme i el desordre públic.

### Agrarisme, natalisme i virilitat
És propi dels moviments feixistes, tant en la retòrica com en certs programes econòmics i socials, la identificació amb la terra i els valors camperols enfront de la decadència i corrupció que es denuncien en les masses urbanes desarrelades, la qual cosa de vegades es veia com una tensió entre modernitat i tradició.
| « | Aquest mateix procés és el que, molt probablement, porta a Giménez Caballero de Marinetti —el seu primer contacte directe amb el feixisme— a Malaparte, de Milà a Roma, de la modernitat a l'agrarisme, dels comuners al Cèsar. Un procés que, d'altra banda, el propi Giménez Caballero va voler veure seguit pel mateix Mussolini, qui només al «romanitzar-se» hauria arribat a comprendre la veritable missió universal del feixisme. ... assumir el conjunt d'aspectes de la ideologia feixista que l'allunyaven de tota concepció política progressista —elitisme, agrarisme, irracionalisme... | » |

La tràgica pel·lícula Surcos és un exemple de com la intel·lectualitat falangista dels anys quaranta i cinquanta concebia l'assumpte.
Una constant és la colonització planificada de zones improductives (dessecació de pantans a Itàlia, Pla Badajoz a Espanya). Fins i tot a la industrialitzada Alemanya, Hitler va plantejar l'expansió de l'espai vital (Lebensraum) cap a l'est com un projecte essencialment de colonització agrària que aconseguiria la germanització d'extensos territoris de l'Europa oriental, poblada per la raça inferior dels eslaus (recuperant la Drang nach Osten medieval).
Els valors familiars tradicionals eren fomentats, insistint en la necessitat de mantenir taxes altes de natalitat i fecunditat. Les famílies nombroses eren premiades seguint una política natalista, la qual, de manera retòrica, es connectava amb la virilitat agressiva de l'expansionisme militar. El paper laboral de la dona, que havia estat imprescindible a la Primera Guerra Mundial, havia fomentat un feminisme precoç que estava aconseguint, en molts països, la principal reivindicació sufragista: el sufragi femení. La imatge de l'exèrcit d'aturats que no troben feina en contrast amb algunes dones que sí ho aconseguien, era explotada com un factor de ressentiment social contra les opinions progressistes. L'enquadrament social impulsat pels règims feixistes posava a cada sexe en el que s'entenia que era el seu lloc: la dona dedicada a la llar i a la criança de la major quantitat possible de fills, i l'home a la feina i a la guerra, i no consentia el que es definia com a desviació homosexual (algun dubte en aquest sentit, com les presumptes orgies internes de les SA, van ser una de les excuses utilitzades en la seva eliminació —Nit dels ganivets llargs—).
El llenguatge simbòlic feixista és sexualment explícit: se l'ha definit com un anti-eros que combat contra el mateix cos i contra tot el que representi gaudi i plaer, en una compulsió física que associa masculinitat amb duresa, destrucció i auto-negació.
Malgrat que alguns autors creien en una diferència entre el nacionalisme cultural feixista i un nacionalisme racial, la investigadora Maria Sophia Quine demostrà que el feixisme sí implicà en el cas paradigmàtic del feixisme italià una biopolítica d'implicacions racials. La millora de la raça no només implicava la puresa racial evitant el mestissatge, sinó que també havia de tenir lloc a dins d'ella, incloent-hi l'eugenèsia (en el cas d'Alemanya també l'eutanàsia) aplicada als discapacitats, en un moviment que no era originari dels països amb règim nazi o feixista, sinó de l'àmbit cultural anglosaxó, i que es va popularitzar a molts altres països (Suècia, Austràlia o els Estats Units). El terme eugenèsia és utilitzat per primera vegada per Francis Galton (1883) Inquiries into Human Faculty and Its Development (Recerques sobre les facultats humanes i el seu desenvolupament).

### Raça, ètnia i identitat
El feixisme va tenir una base racial a Alemanya, encara que no a Itàlia (almenys inicialment, fins a 1938); els nazis van construir una amalgama ideològica de gran eficàcia mobilitzadora a partir de fonts mitològiques, literàries i supersticions de caràcter romàntic, així com dels textos clàssics dedicats a consagrar la desigualtat de les races i de publicacions i pamflets de caràcter ocultista; hi destaquen dos elements: el mite de la raça ària superior d'origen nòrdic (que considera la hipòtesi filològica de l'existència d'un poble indoeuropeu original amb la pseudocientífica teoria nòrdica, sustentada per alguns autors com Houston Stewart Chamberlain) i l'antisemitisme (que s'havia reavivat des de la divulgació dels Protocols dels Savis de Sió, falsificats per a poder justificar els pogroms de la Rússia tsarista). L'antisemitisme era present a molts països d'Europa central i oriental des de l'edat mitjana, i va ser un dels elements que s'hi van utilitzar per a propiciar el sorgiment local de moviments feixistes. A tot això s'hi va sumar l'ocupació nazi i els governs col·laboracionistes imposats, que van explotar a consciència aquest sentiment per a la seva pròpia conveniència. El resultat fou que sovint els botxins de les Schutzstaffel eren superats en crueltat per soldats de països aliats, als quals havien de contenir (per exemple a Romania), o es produïen matances espontànies de jueus a càrrec de la població local, com per exemple l'anomenada matança de Jedwabne a Polònia.
El racisme entès en la seva expressió purament biològica, és a dir, la intel·lectualització de la supremacia racial, no és present en tots els moviments feixistes, amb l'afegitó que se'l troba en altres contextos, la relació dels quals amb el feixisme és més controvertida, com ara el supremacisme blanc als Estats Units o l'apartheid a Sud-àfrica. El que sí que apareix com una constant del feixisme, i que per a molts autors constitueix un tret racista, és la concepció de l'etnicitat com a element identitari. Aquesta identitat ètnica pot expressar-se d'altres formes, com les que tenen en compte l'origen geogràfic (cas de la xenofòbia dels moviments neofeixistes o neonazis que s'oposen a la immigració en molts països europeus des de finals del segle xx), la religió (fonamental per al feixisme francès, belga, croat o espanyol, i, més tard, en el conflicte d'Irlanda del Nord o els casos de neteja ètnica esdevinguts en les Guerres iugoslaves) o l'idioma.
| «             | Por a la diferència. La primera crida d'un moviment feixista, o prematurament feixista, és contra els intrusos. El Feixisme és, doncs, racista per definició. | » |
| — Umberto Eco | |   |

A Itàlia es va endegar a partir de 1924 un fort procés, denominat Italianització feixista, que pretenia homogeneïtzar tota diferència idiomàtica i cultural, anorreant qualsevol minoria per mitjà de l'assimilació o l'absorció (en comptes de per l'extermini com va ocórrer a l'Holocaust nazi).
En el cas espanyol va existir una expressió ideològica hispanista —que no ha de confondre's amb l'hispanisme dels estudiosos estrangers de la llengua i cultura espanyola—, que en algunes ocasions s'ha descrit com a panhispanisme, i que no pot definir-se com un racisme sensu stricto, encara que sí una hipervaloració de les característiques ètniques, religioses, culturals i idiomàtiques identificades amb l'espanyol, sobretot en relació amb la seva expansió per Amèrica. Va ser mantinguda particularment per les elits socials de diversos països hispanoamericans, de manera destacada a l'Argentina, i s'expressà en el concepte d'Hispanitat (vocable en desús a principis del segle xx però recuperat pel sacerdot basc emigrat a l'Argentina Zacarías de Vizcarra —La Hispanitat i el seu verb, 1926— i divulgat per Ramiro de Maeztu —Defensa de la Hispanitat, 1934—). S'arribà a instituir el 12 d'octubre com a festa del Dia de la Hispanitat, que ja se celebrava amb l'inequívoc nom de Dia de la Raça des del 1915 (a iniciativa de Faustino Rodríguez-San Pedro) i que es va estendre per Hispanoamèrica. Les idees o més aviat tòpics de Raça, Hispanitat i Imperi eren indistingibles en la retòrica de la Falange Espanyola que va heretar el Franquisme, i el mateix Franco va escriure el guió de la pel·lícula Raza (1941), els elements ideològics més incòmodes de la qual (per la seva evident identificació amb els feixismes derrotats el 1945) foren autocensurats en posteriors muntatges. Un altre element va ser encara més ètnicament excloent: el d'antiespanya, concepte provinent de Marcelino Menéndez Pelayo —Història dels heterodoxos espanyols—, que identificava el que és espanyol amb la ortodòxia catòlica. La identificació ètnica del cristianisme era la tradicional a l'Edat Mitjana i l'edat moderna, és a dir, es basava en els conceptes de cristià vell i cristià nou. Tot plegat portava a identificar com antiespanyols a tots els elements que es consideraven nocius i que, per tant, degeneraven la raça (rojos, maçons i separatistes). Va haver-hi fins i tot un programa pseudocientífic, a càrrec del coronel-psiquiatre Antonio Vallejo-Nájera, que pretenia identificar i suprimir el gen roig, amb participació de membres de la Gestapo en el bàndol revoltat durant la Guerra Civil. No obstant això, a l'article citat de Rodolfo Serrano, es diu que Valléjo-Nágera, «Ja en la postguerra, va desplaçar de la seva càtedra al doctor López Ibor, el qual era considerat “poc afecte al règim”».
El nou clima intel·lectual i polític posterior a la derrota de l'Eix va fer abandonar discretament aquestes postures, per unes altres que insistien en la retòrica de la missió evangelitzadora i el mestissatge com a trets del que és genuïnament «espanyol».

### Totalitarisme, estatització i lideratge

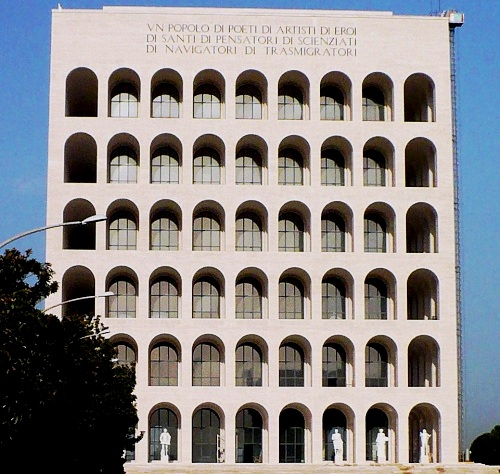
EUR (Q.XXXII o barri 32 de Roma), dissenyat per acollir l'Exposició Universal de Roma prevista pel 1942 les sigles de la qual porta. No va arribar a celebrar-se per causa de la guerra, però l'EUR segueix acollint nombrosos edificis d'un estil que pot identificar-se com racionalisme italià, i restes d'iconografia i inscripcions feixistes, entre les quals destaca el Palazzo della civiltà del Lavoro, conegut com Colosseo quadrato ('Coliseu quadrat'), construït entre 1938 i 1942.

El feixisme és un moviment totalitari per la seva aspiració d'intervenir en tots els aspectes de la vida de l'individu. Hannah Arendt entenia que la massificació de la societat contemporània portava l'individu a la solitud, el terreny propi del terror, l'essència del govern totalitari.
El feixisme es legitima afirmant la dependència de l'individu respecte de l'Estat, alliberant-lo d'aquesta manera de la seva por a la llibertat (expressió d'Erich Fromm).
La seva individualitat no té sentit perquè la realització d'una persona només s'entén dins dels vincles socials, dels quals l'Estat és la culminació. Qualsevol forma d'acció individual o col·lectiva aliena a les finalitats de l'Estat és rebutjada. No existeixen drets individuals ni col·lectius.
| «                                                       | Tot a l'Estat, res contra l'Estat, res fora de l'Estat. | » |
| — Mussolini, Discurs de l'Ascensió, 26 de maig de 1927. |                                                         |   |

Es duu a terme una «estatització» de tots els àmbits de la vida: econòmica, social, política, cultural i ideològica. L'enquadrament social s'efectua amb tots els mitjans de la propaganda, amb adopció d'uniformes i llenguatge militar i ús massiu de símbols i lemes patriòtics i adoctrinants. Les grans concentracions i mobilitzacions col·lectives de tota classe busquen formar la consciència unitària, arribant a extrems curiosos (com el dia de menjar patates que es va instaurar a Alemanya).
El feixisme menysprea les institucions de l'Estat republicà i substitueix el vot com a expressió de la voluntat popular per les expressions massives de suport al líder. La identificació de poble i estat es fa en un tot orgànic, el d'un organisme quasi-biològic i autònom, els membres del qual han de respondre a les ordres de la ment directora. Aquesta identificació també està present en la ideologia de l'Integralisme, iniciada a Portugal i desenvolupada al Brasil. L'adjectiu orgànic s'utilitzarà profusament en les últimes etapes del franquisme (definit com una democràcia orgànica). Hitler utilitzava el plebiscit com a arma en les relacions internacionals --les seves grans decisions tenen el suport de plebiscits massivament favorables-- i com a amenaça --el líder feixista es presenta com a portaveu de la nació unificada que parla amb una sola veu. Això reforça un altre dels seus elements principals: el «lideratge carismàtic». El líder és gairebé diví i el seu lideratge no és racional: Führer, Duce, Caudillo, Poglavnic, etc. Mussolini va oposar als principis de la Revolució francesa de «llibertat, igualtat i fraternitat» la consigna de «creure, obeir i combatre».

### Imperialisme, militarisme i violència
Un altre dels trets clàssics del feixisme és l'imperialisme, entès com una política exterior expansiva i agressiva, que proporciona una identificació convenient d'interessos a l'interior, bolcant les energies envers un enemic comú i evitant així l'expressió dels conflictes interns.
Generalment recolza en reivindicacions irredemptistes, concretes o genèriques, properes en el temps o llunyanes, basades en mites del passat, la qual cosa en reforça el caràcter romàntic, més propi de la religió que no de la ideologia. La seva relació amb la realitat històrica és contradictòria, cercant la intemporalitat.
En l'integralisme i el falangisme se sublima el futur utòpic, a crear per l'Estat Nou (Estat Nou, a Portugal o Brasil) on l'home nou, portador de valors eterns, s'expressarà mitjançant la unitat de destinació en l'universal. Les expressions en cursiva són tòpics del discurs falangista, deguts a José Antonio Primo de Rivera, qui els pren de diverses fonts, com ara la teologia catòlica o el pensament d'Ortega y Gasset. El concepte d'home nou és paral·lel en la seva formulació al de l'home nou socialista, el qual, segons el marxisme-leninisme, estaria mancat d'interessos individuals un cop construït el comunisme perfecte.
En el nazisme i el feixisme italià s'insisteix en recuperar l'esplendor d'un passat mític, aspiració a la qual fan al·lusió les denominacions de llurs règims(el III Reich, la Terza Roma, la Tercera Civilització Hel·lènica). L'expansionisme vers l'exterior és considerat com una necessitat vital, gairebé orgànica: el lebensraum o espai vital cap a l'Est per a Alemanya, o l'Imperi mediterrani per a Itàlia. Franco va dissenyar unes Reivindicacions espanyoles, que va exhibir davant Hitler en la seva famosa entrevista a Hendaia de l'any 1941.
Les relacions internacionals, basades en la renúncia a la guerra, que es volien construir des de la Societat de Nacions, eren menyspreades juntament amb el pacifisme, considerat feble i decadent. El feixisme només concep un estat de naturalesa hobbesià, amb la imposició i l'expansió del més fort.
La vinculació de les dictadures i els règims militars amb el feixisme és un assumpte controvertit, perquè tot règim imposat per la força sol ser acusat de feixisme, sovint amb finalitat polèmica, de la mateixa manera que hom els qualifica de tirania. Encara que no tots els governs militar són feixistes, ni els feixismes van aconseguir sempre el poder de manera violenta, sí que es van caracteritzar per actuar de manera violenta abans i després de la seva presa del poder, així com pel menyspreu explícit per la legalitat institucional. La violència té un valor positiu per al moviment feixista: com la joventut, és una força de canvi i també és exaltada. S'utilitzaven tot tipus d'activitats intimidatòries: des de les purgues amb oli de ricí (habituals en els fasci di combattimento abans de la marxa sobre Roma), a les destrosses de mobiliari o botigues (nit dels vidres trencats contra els jueus alemanys) o les pallisses, arribant fins a l'assassinat d'adversaris polítics o d'objectius considerats enemics socials. Hom aplicava extensivament l'expressió de José Antonio Primo de Rivera la dialèctica dels punys i de les pistoles. Els agents executors podien ser els aparells de l'Estat, però eren més freqüentment grups juvenils organitzats paramilitarment.
Una cop s'ha generalitzat i demostrat la impunitat dels qui l'exerceixen, la repressió política opera com un mecanisme pel qual no solament qui la rep directament perd la llibertat, sinó que tothom a la societat la perd, en reprimir-se cadascun dels membres a si mateix per por de sofrir el mateix càstig.

### El braç armat del capitalisme
Des de la tradició marxista, sovint s'ha de finit el feixisme com el «braç almat del capitalisme» o la «forxa de xoc del capitalisme», i han atorgat a aquest fenomen polític un valor instrumental. D'acord amb la crítica clàssica a la democràcia representativa, aquesta tindria uns límits clars en le preservació dels interessos de les classes dominants vinculades al control del capital. Aquesta crítica se sosté en tres consideracions:
- El feixisme dels anys 1930 i posteriors és profundament anticomunista i que una de les seves funcions més importants és la de combatre la influència del marxisme i de totes les idees d'esquerra entre la classe treballadora, la joventut i les classes populars en general.
- Sempre que el feixisme ha assolit el poder ho ha fet amb el suport econòmic i mediàtic d'una part important de la burgesia, i que aquesta fa una aposta pel feixisme perquè ho considera un mal menor davant la possibilitat d'una presa de poder de les esquerres que comporti la col·lectivització o nacionalització dels mitjans de producció.
- En moments de crisi econòmica, atur o manca de perspectives i malestar generalitzat és quan les propostes feixistitzants aconsegueixen ampliar de manera significativa la seva influència.[46]

## Església catòlica i feixisme

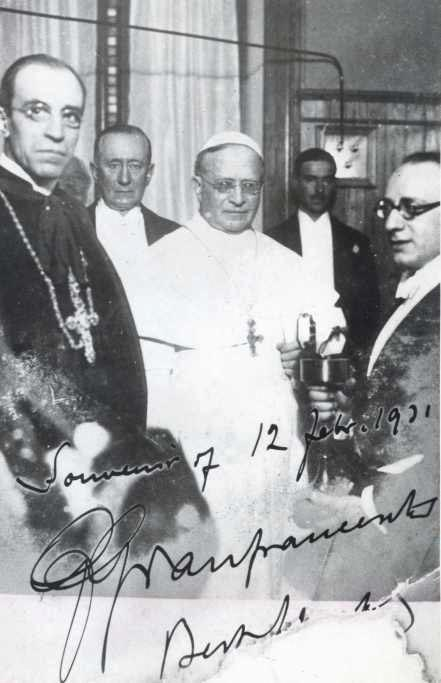
Pius XI i el llavors cardenal Pacelli (futur Pius XII) inaugurant Ràdio Vaticana el 1931.

El paper de l'Església catòlica és molt controvertit al respecte. La intervenció dels catòlics en política havia donat origen a partits confessionals catòlics com el Zentrum (Partit del Centre o Centre Catòlic de Heinrich Brüning a Alemanya, amb especial presència a Baviera, on va tenir una escissió, el Bayerische VolksPartei (Partit Popular de Baviera), i el Partito Popolare Italiano (Partit Popular Italià de Luigi Sturzo i Alcide De Gasperi); ambdós reprimits per nazis i feixistes respectivament. A Itàlia, el Vaticà va promoure la substitució de la militància en el prohibit Partito Popolare per la d'Acció Catòlica, la finalitat política era més discreta. Més endavant, el desig de Mussolini de prohibir aquesta va ser frustrat per l'encíclica papal Non Abbiamo bisogno (No tenim necessitat, 1931).
El mateix papa, Pius XI, que havia condemnat l'agnosticisme de Maurras (1926), i fins i tot excomunicat als membres d'Action Française (1927), va tenir però una relació pública amb Mussolini que podia veure's com càlida (Pactes de Laterà, qualificació d'home enviat a nosaltres per la Providència, petició de vot als feixistes a les eleccions de 1929), alhora que condemnava a l'encíclica Dilectissima nobis el laïcisme agressiu de la Segona República Espanyola; encara que s'ha arribat a trobar un apunt seu en un diari secret descrivint la seva oposició íntima al nazisme i al feixisme.
Pius XII sempre s'ha vist com un personatge més tebi, menys expansiu i més contemporitzador. Especialment les seves relacions amb Alemanya (que coneixia bé per haver estat allà nunci apostòlic) s'han arribat a qualificar de complicitat, especialment per no condemnar de manera clara el règim nazi i la persecució dels jueus des d'un primer moment. No obstant això, l'encíclica Mit brennender Sorge (Amb viva preocupació, de 14 de març de 1937), que va redactar per Pius XI sent encara només el Cardenal Pacelli, i que es va llegir a les 11.000 esglésies catòliques alemanyes, conté una al·lusió en termes genèrics a qüestions que poden interpretar-se com al·lusions al feixisme, nazisme o totalitarisme equiparant-los amb la idolatria:
| « | Tot el que prengui la raça, o el poble, o l'Estat, o una manera determinada de l'Estat, o els representants del poder estatal o altres elements fonamentals de la societat humana […] i les divinitats amb culte idolatrada, perverteix i falsifica l'ordre creat i imposat per Déu. | » |

La identificació de Pius XII i l'església catòlica espanyola (sotmesa a una violentíssima repressió que es va arribar a qualificar de persecució religiosa) amb el bàndol revoltat a la Guerra Civil Espanyola (qualificada de Croada) i el règim franquista posterior va ser explícit (Carta col·lectiva dels bisbes espanyols de 1937, Concordat espanyol de 1953), arribant a encunyar el terme nacionalcatolicisme per definir un dels seus trets ideològics i una de les principals famílies que la sustentaven. També es va aixecar l'excomunió a Action Française (1939). Mentrestant, importants intel·lectuals francesos catòlics anteriorment propers a aquest moviment, com Georges Bernanos i Jacques Maritain, s'havien distanciat d'ell i van passar a oposar-se al feixisme.
La postura del Vaticà a la Segona Guerra Mundial va començar per una feble condemna de la invasió de Polònia (país fortament catòlic) que els aliats van considerar massa cautelosa. El manteniment d'una postura neutral i els intents de mediació van ser interpretats com un suport ocult a Alemanya, en marginar a ells als Estats Units i la Unió Soviètica. De fet, des del Vaticà s'atribueix a la propaganda soviètica el manteniment d'aquesta acusació.
També ha causat alguns problemes amb les relacions entre el Vaticà i l'estat d'Israel.
Després de la derrota de les potències de l'Eix a la Segona Guerra Mundial, molts criminals de guerra van fugir a Suïssa i a l'Argentina amb l'ajuda de religiosos catòlics (alguns amb passaports del Vaticà i disfressats de sacerdots), essent el Vaticà un escenari destacat de les anomenades ratlines. Com també l'església catòlica va ajudar a jueus, i a persones de totes les nacionalitats van rebre salvaconductes, s'especula que el Vaticà tingués algun coneixement respecte a la situació de les minories religioses i ètniques dins d'Alemanya i d'Itàlia abans del final de la guerra, a diferència d'altres governs aliats. Tal situació s'ha considerat en alguns casos com a exemple d'una actitud de l'Església compromesa amb els perseguits; en altres casos s'ha criticat que, tenint notícia de les atrocitats que es cometien, no condemnés expressament els règims nazi i feixista durant la guerra. També s'ha investigat la relació de monestirs i altres institucions catòliques amb el treball esclau al qual es va sotmetre a diferents col·lectius.
El 1998 el papa Joan Pau II va realitzar una autocrítica de la postura del Vaticà davant l'Holocaust, demanant perdó, encara que va defensar Pius XII, el procés de beatificació va iniciar al mateix temps.

## El feixisme italià

El fasces romà era l'emblema del Partito Nazionale Fascista. En aquest emblema, sobre la bandera i amb les sigles.

A la fi del segle xix existien a Itàlia algunes organitzacions denominades fascio (traduïble per feix, significant la força de la unió), de la qual la més important era el Fasci Siciliani (fascio sicilià, 1895-1896).
No eren mostra d'una ideologia uniforme, encara que predominaven els components nacionalistes i revolucionaris. Sorgint del moviment obrer, dividit al començament de la Primera Guerra Mundial entre l'internacionalisme pacifista i el nacionalisme irredentista, es van crear l'1 d'octubre de 1914 els Fasci d'Azione rivoluzionaria internazionalista en reivindicació de l'entrada d'Itàlia en el conflicte en contra dels Imperis Centrals. Fusionat amb el Fasci autonomi d'azione rivoluzionaria es va redenominar com Fasci d'azione rivoluzionaria, ja dirigit per Benito Mussolini, i conegut com a Fascio de Milà. El 24 de gener de 1915 es va formar una organització nacional.
El 1919, acabada la guerra, les expectatives territorials van quedar frustrades pel Tractat de Saint-Germain-en-Laye (l'equivalent per a Àustria del Tractat de Versalles). El poeta Gabrielle D'Annunzio va dur a terme una aventura militar que va acabar en la creació de l'Estat lliure de Fiume i la redacció d'una constitució que pot entendre's com a precedent immediat del feixisme. Mentre, amb un país empobrit i un govern feble, Mussolini refundava l'organització de Milà amb el nom de Fasci italiani di combattimento (Feixistes italians de combat), que van començar a destacar per la seva lluita de carrer contra vaguistes, esquerrans i altres enemics polítics i socials. El temor davant d'una revolució similar a la russa, les classes mitjanes i l'alta burgesia italiana van veure en els feixistes de Mussolini la millor arma per desarticular els moviments obrers organitzats. Els seus partidaris es van anar enquadrant de manera paramilitar com Camises Negres. Entre els seus dirigents fundadors hi havia intel·lectuals nacionalistes, ex-oficials de l'exèrcit, membres del cos especial Arditi i joves terratinents que s'oposaven als sindicats d'obrers i camperols de l'entorn rural. El 7 d'abril de 1921 es convertirien en partit polític amb el nom de Partito Nazionale Fascista (Partit Nacional Feixista, PNF), caracteritzat per la seva oposició al liberalisme i al comunisme. El 1922, en la Marxa sobre Roma, Mussolini va obligar el rei d'Itàlia, Víctor Manuel III, a lliurar-li el poder, que va posseir amb el títol de Duce (cabdill, que ja havia usat D'Annunzio).
L'assassinat l'11 de juny de 1924 de Giacomo Matteotti, diputat socialista i principal veu crítica al Parlament després de les eleccions del 6 d'abril (guanyades amb pocs escrúpols pels feixistes, després d'una prèvia alteració de la llei electoral —Llei Acerbo—), va inaugurar un període de govern totalment aliè a les institucions parlamentàries, que no obstant això van continuar funcionant formalment, així com la figura del rei (que segons les seves pròpies paraules, va quedar conforme amb romandre sord i cec). La responsabilitat va ser cínicament assumida pel mateix Mussolini amb una figura retòrica que va ser molt imitada posteriorment:
| « | Es il feixisme è stato un'associazione a delinquere, io sono il capo di questa associazione a delinquere! (Si el feixisme ha estat una associació per delinquir, jo sóc el cap d'aquesta associació per delinquir!) Benito Mussolini, discurs davant del Parlament de 3 de gener de 1925. Una paràfrasi d'aquest discurs es va fer al parlament espanyol per José Calvo Sotelo (ell mateix després assassinat): si ser feixista és.... jo em declaro feixista. | » |

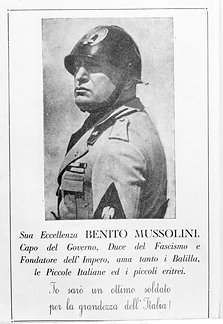
Mussolini, líder del feixisme italià, en un cartell de propaganda.

El 1928 es van prohibir tots els partits, excepte el PNF. L'estructuració doctrinal, que no havia estat considerada necessària, també va ser tardana. El 1927 es va promulgar la Carta del Lavoro (adaptada a Espanya com Fur del Treball). El 1932 es va publicar a l'Enciclopèdia Italiana l'article Feixisme, atribuït al mateix Mussolini encara que en realitat escrit per Giovanni Gentile. Editat separadament com La Doctrina del Feixisme (La Dottrina del Fascismo), va ser traduït a diversos idiomes. L'abril del 1940 (ja durant la Segona Guerra Mundial) es va pretendre destruir tots els exemplars, a conseqüència del canvi de postura del Duce sobre alguns punts del text.
La política econòmica tampoc va tenir una orientació clara, entre un inicial respecte pel lliure mercat i un clar dirigisme posterior. La política monetària de vegades només obeïa al prestigi de mantenir una lira forta. No obstant això, sempre va gaudir del suport de la poderosa patronal Confindustria, amb l'acord de la qual, sobretot a partir del Pacte Vidoni (2 d'octubre de 1925), es van establir els elements principals del règim corporatiu, molt restrictiu per a les activitats sindicals (il·legalització dels sindicats lliures, del dret de vaga, enquadrament obligatori dels treballadors en el moviment feixista -1926-). La mateixa Confindustria va arribar a estar dirigida pel destacat feixista Giuseppe Volpi en els últims anys del règim (de 1934 a 1943). Volpi, un fosc aventurer, va fer fortuna com a importador de tabac de Montenegro i es va instal·lar com a industrial en la naixent indústria de generació elèctrica (Società Adriatica di Elettricità). Es va adherir aviat al feixisme (1922) i va ser governador de Tripolitània. Els anteriors presidents havien estat destacats membres de la burgesia industrial italiana: Antonio Stefano Benni (1923–1934), de la naixent indústria electromecànica, que va destacar per la seva col·laboració amb la implantació del règim feixista, i Alberto Pirelli (1934), de la casa Pirelli.
Les dificultats econòmiques degudes a la Gran Depressió van empènyer al règim de Mussolini a l'expansió exterior, amb la invasió d'Etiòpia (1935) i la intervenció en la Guerra Civil espanyola, amb ambicions de ressuscitar un imperi Mediterrani que tindria la seva continuació en la invasió d'Albània (1939), ja als inicis de la Segona Guerra Mundial. El seguidisme enfront de l'Alemanya nazi no podia ocultar-se, i fins i tot es van mimetitzar trets com el racisme (Manifesto della razza, Manifest de la raça, 14 de juliol de 1938). La invasió de Sicília i el sud d'Itàlia pels aliats van provocar la destitució del Duce pel Gran Consell Feixista (General Badoglio), encara que la intervenció alemanya el va rescatar per alguns mesos en què es va constituir una efímera República en el nord. La seva activitat legislativa, limitada als últims mesos de la guerra, va tenir un plantejament socioeconòmic teòric que s'ha denominat socialització feixista (Manifest o Carta de Verona de 14 de novembre de 1943).
Segons la periodista Alba Sidera, actualment (dècada de 2020) a Itàlia hi ha molta menys pudor a l'hora de declarar-se feixista. Segons ella, el fet que els feixistes perdéssin la guerra va alimentar un relat entre romàntic i victimista.

## Difusió del model en altres països

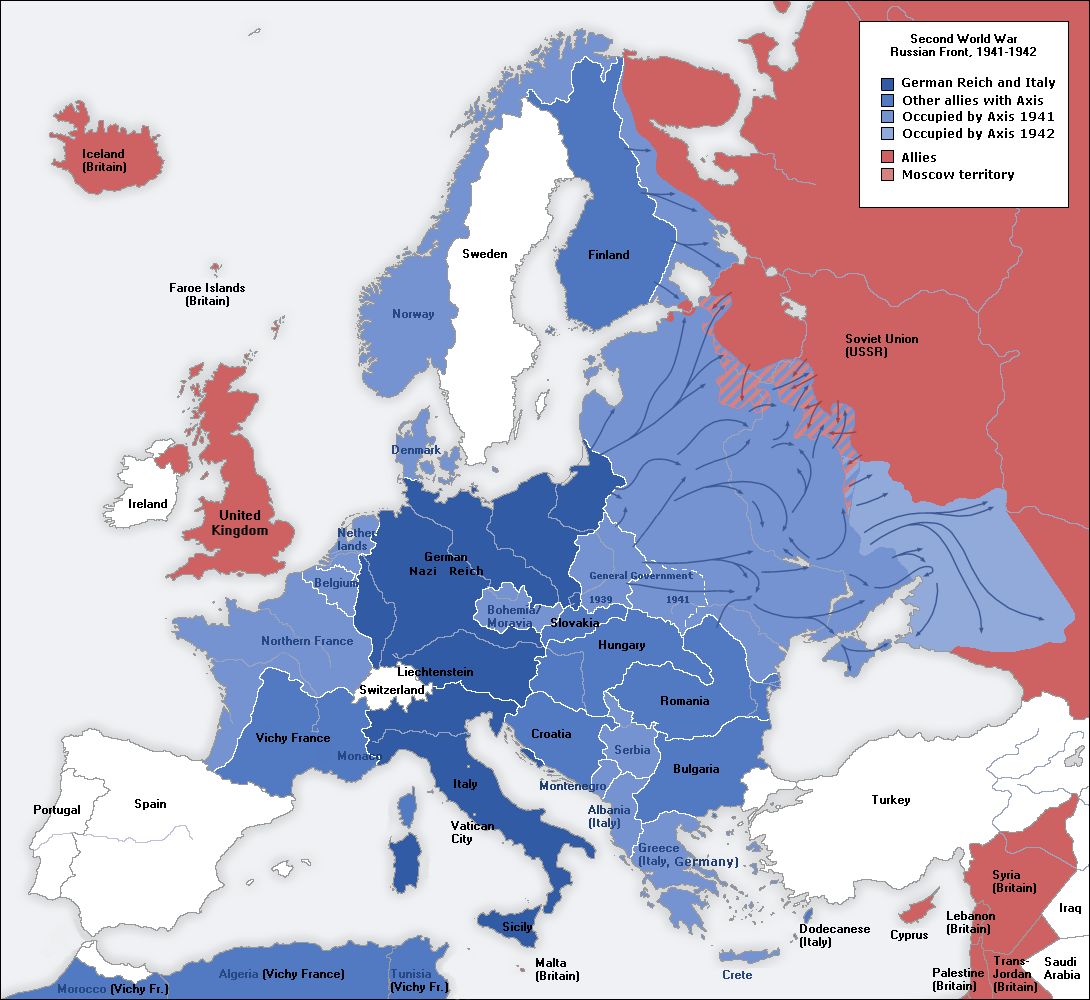
Europa el 1941-1942, amb la major expansió dels règims feixistes. En blau, apareixen les potències de l'Eix -Alemanya i Itàlia- i els estats satèl·lits, ocupats o aliats. Els únics d'aquests que no van tenir règims semblants al feixisme van ser Finlàndia i Dinamarca. En blanc apareixen els països neutrals, que a la Península Ibèrica eren règims feixistes.

| «                  | Aquesta era de les catàstrofes va conèixer una clara reculada del liberalisme polític, que es va accelerar notablement quan Adolf Hitler va assumir el càrrec de canceller d'Alemanya el 1933. Considerant el món en el seu conjunt, el 1920 hi havia trenta-cinc o més governs constitucionals i triats (segons com es qualifiqui a algunes repúbliques llatinoamericanes), el 1938, disset, i el 1944, aproximadament una dotzena. La tendència mundial era clara. ... no totes les forces que van enderrocar règims liberals eren feixistes... el feixisme, primer en la seva forma italiana original i després en la versió alemanya del nacionalsocialisme, va inspirar a altres forces antiliberals, les va recolzar i va donar a la dreta internacional una confiança històrica. En els anys trenta semblava la força del futur. | » |
| — Eric J. Hobsbawm | |   |

La ideologia i els règims feixistes van tenir ressò en gairebé tots els països europeus i alguns sud-americans.
D'una manera molt més evident van sorgir a semblança del Fascio italià organitzacions caracteritzades pel que pot denominar-se litúrgia o parafernàlia feixista: els desplegaments de masses, organitzats i disciplinats, la salutació romana braç en alt, els símbols i lemes, la presència de carrer agressiva, la utilització de correatges paramilitars i uniformes, en particular les camises d'un determinat color: negres (Itàlia, SS a Alemanya, Anglaterra, Finlàndia) brunes (SA a Alemanya), blaves (Espanya, França, Irlanda, Canadà, Xina), verdes (Romania, Hongria, Brasil) daurades (Mèxic) o platejades (Estats Units).
No es va produir una homogeneïtat total entre els diferents moviments i règims feixistes, que de fet insistien a emfatitzar les peculiaritats nacionals, la seva originalitat i la seva arrel endògena. D'altra banda, va ocórrer en algunes ocasions que rivalitzaren violentament partits de filiació nazi i feixista dins del mateix país (cas d'Àustria). Quant a les relacions internacionals, les vicissituds de l'equilibri europeu van portar a un enteniment estratègic entre Hitler i Mussolini, però bé podia haver succeït d'una altra manera, i de fet així ho va intentar explícitament la diplomàcia britànica. En altres casos, es va mantenir una neutralitat benèvola que no ocultava les simpaties (Espanya cap a l'Eix, Portugal cap a Anglaterra), o l'enfrontament obert contra un altre règim feixista (cas de Grècia).
El que els moviments feixistes aconseguissin el poder de manera endògena (és a dir, sense imposició exterior) en unes nacions i en unes altres no, ha intentat ser explicat veient les similituds i diferències entre elles. Els diferents graus de desenvolupament econòmic i de consolidació del règim dins del sistema polític són un bon indicador per a això: les democràcies estables i econòmicament més desenvolupades, amb una identitat nacional consolidada, no van tenir moviments feixistes amb possibilitats d'èxit. En canvi, Alemanya i Itàlia presentaven febleses en aquests aspectes: les seves unificacions nacionals eren molt recents (1870), les seves economies s'havien industrialitzat tardanament (respecte a l'Europa Nord-occidental). Itàlia seguia sent un país relativament endarrerit. Alemanya, encara que havia presentat un desenvolupament econòmic i social notablement accelerat (el 1914, al principi de la Primera Guerra Mundial, es podia concebre que arribaria a superar a Anglaterra com a potència industrial, possibilitat que va ser sens dubte un dels factors que expliquen la mateixa guerra), es va veure sotmesa a unes condicions especialment dures pel Tractat de Versalles (Clemenceau, malgrat els advertiments d'economistes com Keynes va insistir que Alemanya pagarà), la qual cosa va produir greus desordres econòmics en tot el període d'entreguerres, a més d'un profund ressentiment. Així i tot, el triomf del nazisme va haver d'esperar al pitjor moment de la Gran Depressió posterior al Dijous Negre de 1929.
L'Europa meridional i oriental, amb un desenvolupament industrial menor, unes institucions democràtiques febles i en molts casos una existència nacional recent, va ser molt més procliu al desenvolupament del feixisme, amb característiques locals molt marcades en cada cas, alguns triomfants i uns altres no.
En canvi, durant la Segona Guerra Mundial es van imposar en bona part d'Europa governs denominats col·laboracionistes que van desenvolupar règims feixistes amb major o menor grau de similitud a l'alemany o l'italià.
Van existir alguns intents (cap a l'any 1942) de les potències de l'Eix per organitzar cossos militars amb presoners provinents dels països colonitzats pels aliats, sobretot dels països àrabs, del subcontinent indi (Legion Freies Indien o Legió Tigre, creada per l'independentista Subhas Chandra Bose) i de l'Àsia central soviètica. Fins i tot va haver-hi una divisió formada per musulmans bosnians (1943). Els resultats d'aquestes operacions no van ser molt eficaços, sobretot en el camp ideològic, encara que sí que van ser explotats propagandísticament. Quant a l'acostament d'algunes personalitats musulmanes, com el gran mufti de Jerusalem Amin al-Husayni o el primer ministre de l'Iraq Rashid Ali al-Kaylani (que va acabar amb la seva fugida i el pogrom antijueu de Bagdad —Farhud, juny de 1941—), es tractava de coincidències estratègiques més que ideològiques; el que també se sol aplicar a la molt més important aliança que suposava l'Imperi japonès, amb el qual, no obstant això, el nazisme i el feixisme tenien similituds polítiques majors.

### Alemanya i països de llengua alemanya

Bandera nacional-socialista del partit i de l'estat durant el Tercer Reich.

La República de Weimar va sorgir després de l'enfonsament de l'Imperi Alemany i el fracàs de l'Aixecament Espartaquista. Els moviments d'extrema dreta van incloure els paramilitars Freikorps, destacats en la repressió de la revolució i dissolts el 1920 (Ernst Röhm, futur cap de les SA, Rudolf Höß, futur comandant d'Auschwitz); i el molt minoritari Deutsche Arbeiterpartei (Partit Obrer Alemany, 1919) d'Anton Drexler i Dietrich Eckart, del que formava part el cap Adolf Hitler com infiltrat dels serveis secrets. El 1920 es van fixar els 25 punts del seu programa i es va canviar el seu nom pel de Nationalsozialistische Deutsche Arbeiterpartei (Partit dels Treballadors Alemanys Nacionalsocialista, NSDAP), ja amb Hitler com a dirigent destacat. El corpus doctrinal del nazisme va ser tan indefinit com el del feixisme italià. Cap dels dos moviments es van basar en la coherència ideològica. No obstant això, en aquest cas es va insistir en un text: Mein Kampf (La meva lluita, 1925–1926), que Hitler havia començat a redactar durant la seva estada a la presó després del Putsch de Múnic. Després d'un període de clarificació política en què es van abandonar les propostes dels germans Gregor i Otto Strasser (més idealistes o obreristes, però no menys violentes o totalitàries), les eleccions de 1930 van convertir al partit en una força important, que mantenia una violenta presència al carrer amb les camises brunes del Sturmabteilung (tropes d'assalt, SA) i la guàrdia personal de Hitler amb camises negres del Schutzstaffel (Esquadrons de Protecció, SS). Les eleccions de 1932 la van convertir en una força decisiva, i el President Hindenburg es va veure obligat a nomenar a Hitler canceller al començament de l'any següent. Als pocs dies, es va fer una inequívoca presentació dels trets feixistes del nazisme pel mateix Hitler durant un sopar amb alts comandaments de la Reichswehr (l'exèrcit alemany) i la marina el 3 de febrer de 1933, que algunes fonts denominen el programa del Lebensraum (teoria de l'espai vital cap a l'Est):February 3 1933: Hitler presents Lebensraum program Arxivat 2018-11-28 a Wayback Machine..

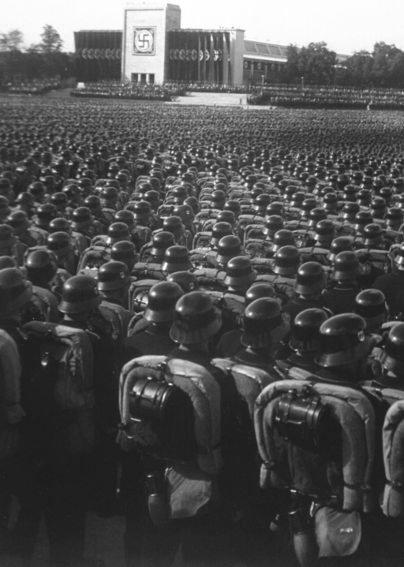
Concentració nazi a Nuremberg, 1935.

| « | 1. Política interior: Completa reversió de la situació política interna actual d'Alemanya. Negativa a tolerar qualsevol actitud contrària a aquest esperit (el pacifisme). Els que no es converteixin seran destruïts. Exterminació del putrefacte i dividit marxisme. Ajust de la joventut i del poble sencer a la idea que només la lluita pot salvar-los i que tota la resta ha de subordinar-se a aquesta idea (plasmada en els milions que ja estan en el moviment nazi i que creixeran). Entrenament de la joventut i enfortiment del desig de lluitar per tots els mitjans. Pena de mort per a l'alta traïció. Fort lideratge d'un Estat autoritari. Erradicació del càncer de la democràcia. 2. Política exterior: Batalla contra Versalles Tractat de Versalles. Igualtat de drets a Ginebra Societat de Nacions; que de tota manera serà inútil si el poble no té desig de lluitar. 3. Economia: Cal salvar als camperols! Política d'assentaments!... La capacitat del món és limitada i la producció es força pertot arreu. L'única possibilitat de re-ocupar a part de l'exèrcit d'aturats radica en l'assentament. Però es necessita temps i no cal esperar una millora radical, perquè hi ha poc espai vital per al poble alemany. ... conquesta de nou espai vital a l'est i la seva germanització sense pietat. | » |

L'incendi del Reichstag (del qual es va acusar als comunistes), la mort de l'ancià Hindenburg i la renovació de la victòria electoral del Partit van facilitar la transició a un règim de partit únic que va aplicar sense concessions el programa nazi, incloent la repressió de tota oposició política o social i la legislació de puresa racial (Lleis de Nuremberg). El rearmament i l'enquadrament social (que ignorava qualsevol reivindicació salarial o de condicions laborals), i una política econòmica intervencionista (comparable en certa manera al keynesianisme) dirigida per Hjalmar Schacht, van reduir l'atur de 6 milions a només 400.000.
La política de pacificació de les potències europees (Acords de Múnic) va permetre una sèrie ininterrompuda d'èxits internacionals, entre els quals s'expliquen la remilitarització de Renània, l'annexió d'Àustria i els Sudets i la victòria del seu aliat Franco en la Guerra Civil espanyola (en la qual es van experimentar, entre d'altres, les tàctiques aèries de la Legió Còndor). El 1939, als pocs dies del final d'aquesta, el pacte nazi-soviètic i la crisi de Danzing, van significar el començament de la Segona Guerra Mundial, en la primera fase de la qual va aconseguir imposar-se en tot Europa (excepte en la batalla d'Anglaterra), amb una poc decisiva ajuda italiana. La invasió de la Unió Soviètica (operació Barbarroja) i l'entrada dels Estats Units (Alemanya li va declarar la guerra, mantenint la seva aliança amb el Japó) van portar a la seva derrota, que part de l'elit nazi va pretendre viure com la fi de la civilització.

#### Àustria

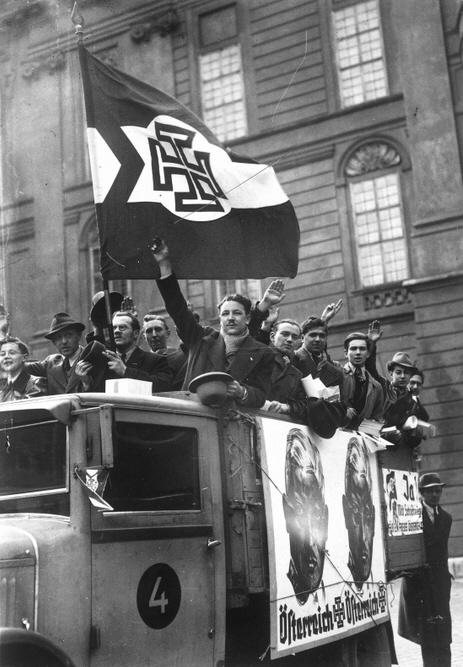
Partidaris del Front Patriòtic austríac el 1938.

Una coalició de partits de dreta, va portar al poder a Engelbert Dollfuss el 1932. Els seus principals suports eren el tradicional Christlichsoziale Partei (Partit Social Cristià) i una amalgama de moviments més extremistes, com la paramilitar Heimwehr, aglutinats per Ernst Rüdiger Starhemberg sota el nom de Vaterländische Front (Front Patriòtic), de més clara orientació feixista. Dollfuss va dissoldre de manera indefinida el parlament (març de 1933) i va iniciar un règim autoritari que rebia el nom de Ständestaat. En resposta a la creixent activitat de moviments pro-nazis, partidaris de l'annexió a Alemanya (Anschluss), va prohibir a l'NSDAP local (juny de 1933) i a l'SDAPÖ (febrer de 1934). Al juliol del mateix any va ser assassinat per membres del partit nazi austríac. Va ser substituït per Kurt Schuschnigg, que va seguir oposant-se a les pretensions d'annexió. En canvi Arthur Seyß-Inquart, el seu ministre d'interior i substitut com a canceller, va requerir la presència militar alemanya que va acabar amb la independència austríaca.

#### Suïssa
El Nationale Front (Front Nacional Suís) es va fundar el 1930, amb ideologia d'extrema dreta i antisemita. Va aprofitar el model de democràcia directa per forçar un referèndum amb l'objectiu d'esmenar la constitució en aquest sentit, el 1935, però va ser àmpliament derrotat, i les seves activitats van declinar. El Nationale Bewegung der Schweiz (Moviment Nacional de Suïssa), va ser fundat el 1940 i actuava com a paraigua de les activitats alemanyes al país.

### Europa Oriental
La indefinició i arbitrarietat de les fronteres caracteritza a aquesta àmplia regió. Els Tractats de Versalles difícilment haguessin pogut aplicar els 14 punts de Wilson, que pretenien aconseguir la pau amb el reconeixement del principi de nacionalitat: un estat per a cada nació. La dissolució dels imperis multinacionals (Imperi Alemany, Imperi Rus, Imperi Austrohongarès i Imperi Turc) va ser substituïda per un conjunt de regnes i repúbliques de difícil definició i coexistència, en absència de fronteres naturals, i amb un nivell de desenvolupament econòmic i social més endarrerit que a l'Europa central o Occidental.
El nacionalisme exacerbat, el militarisme, els lideratges carismàtics, l'agressivitat expansiva o defensiva i les sortides polítiques autoritàries o totalitàries, totes elles característiques o components del que se sol definir com a feixisme, van ser molt freqüents en aquesta zona d'Europa abans de la Segona Guerra Mundial. Un factor afegit va ser el veïnatge de la Unió Soviètica, que es veia com un dels dos enemics principals (l'altre era la pròpia Alemanya) entre els quals la regió estava «aparedada». La democràcia com règim polític era d'implantació recent, i les successives crisis econòmiques (la posterior a la guerra i la de 1929) la van sotmetre a fortes tensions, que va fer que en molts països s'optés per sortides autoritàries. On es va mantenir, les forces polítiques i socials es van polaritzar entre les alternatives extremes: feixisme i comunisme.
El pacte nazi-soviètic de 1939 (contradictori en termes ideològics, però pragmàticament i estratègicament un èxit temporal per a tots dos) va portar al repartiment de bona part del territori (Polònia, les repúbliques bàltiques i Besaràbia). Una vegada esclatada la guerra, l'ocupació en uns casos, o en uns altres l'aliança amb les potències de l'Eix va determinar una major proximitat amb les polítiques nazis o feixistes.

#### Romania

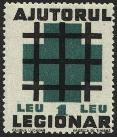
Segell amb el símbol de la Guàrdia de Ferro romanesa sobre una creu verda relativa a una campanya humanitària.

Corneliu Zelea Codreanu va fundar el 24 de juliol de 1927 la Legió de l'Arcàngel Miquel, una organització fortament antisemita i nacionalista, els integrants de la qual vestien camises verdes. Els adeptes i membres del moviment eren anomenats «legionaris». El març de 1930 Codreanu va formar la Guàrdia de Ferro, una branca paramilitar i política de la Legió; aquest nom va arribar a aplicar-se per a la Legió sencera.
Els seus membres portaven uniformes verds (considerats símbol de rejuveniment, pels seus uniformes van guanyar el sobrenom «les camises verdes») i es van saludar entre ells com els romans, alçant el braç dret. El símbol principal utilitzat per la Guàrdia de Ferro va ser una creu triple, representant barres de presó (com a escut del martiri), de vegades anomenada La Creu de l'Arcàngel Miquel.
El moviment va atreure a destacats membres de la intel·lectualitat romanesa, com Mircea Eliade. No va ser l'únic grup de les mateixes característiques: durant la dècada de 1930 va rivalitzar violentament per la primacia en la lluita de carrer amb el moviment dels Lăncieri (llancers), de camises blaves, amb els quals freqüentment xocava. Després de l'assassinat de Codreanu, el líder de la Guàrdia de Ferro va passar a ser Horia Avenc.
Va arribar al poder el 1940, fundant l'Estat Nacional Legionari aliat al general Ió Antonescu, aproximant-se cada vegada més a l'Alemanya nazi, de la qual Romania va ser aliada durant la Segona Guerra Mundial.
Després de la derrota de les potències de l'Eix, Romania va passar a ser una república popular, convertint-se així en un Estat socialista.

#### Bulgària
La personalitat més propera al feixisme dels polítics de la dreta búlgara va ser Alexandre Tsankov, que va controlar un règim autoritari de gran violència repressora des del cop d'estat de 1923 fins a 1934, en què va anar desplaçat del poder pel Zveno (Звено, un moviment també ultraconservador, amb presència en l'exèrcit i partidari del corporativisme), al seu torn enderrocat el 1935 pel mateix rei Borís III, que va iniciar un govern personal autocràtic assistit pel primer ministre Georgi Kyoseivanov, que va associar a Bulgària a les potències de l'Eix, aconseguint algunes reivindicacions territorials irredentistes, encara que va evitar declarar la guerra a la Unió Soviètica. Va morir el 1943 en circumstàncies poc clares, ocupant la regència Kyril de Bulgària, que va ser deposat el 1944 per una coalició de partits dominada pels comunistes, però que incloïa el mateix Zveno. Mentre Tsankov havia accentuat la seva identificació amb el nazisme alemany, que va mimetitzar a través d'un petit partit denominat Moviment Social Nacional (1932), associat amb uns altres com la Unió Nacional de Legions Búlgares (Съюз на Българските Национални Легиони, 1933) de Hristo Nikolov. En els últims anys de la guerra (1944) va arribar a presidir un govern búlgar a l'exili a Alemanya.

#### Grècia

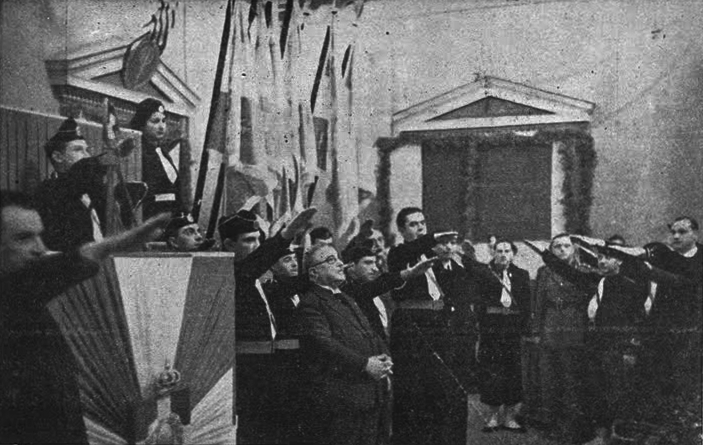
Ioannis Metaxas, envoltat de falangistes de l'EON saludant a l'estil feixista.

A Grècia, el General Ioannis Metaxas va establir un règim de caràcter feixista el 4 d'agost de 1936. El règim del 4 d'agost o Tercera Civilització Hel·lènica (paràfrasi del III Reich) es designa habitualment com el Feixisme Grec. Tenia molts paral·lelismes amb el feixisme alemany i italià: militarisme, salutació romana, intervencionisme, doctrina racista i nostàlgia per les glòries passades del país, símbol clàssic (es va triar el labrys o doble destral), organització juvenil (Ethniki Organosis Neolaias —Organització Nacional de Joventuts, EON—); encara que algunes característiques pròpies ho distancien. La posició internacional de Grècia, aliada a Anglaterra i oposada a l'expansionisme italià en els Balcans, van provocar la Guerra Greco-Italiana de 1941 que els grecs van resistir inicialment amb èxit: un cas peculiar d'enfrontament de dos feixismes.
La mort de Metaxas i la victòria alemanya després de les dures batalles de l'Operació Marita va iniciar un període d'ocupació. Es van crear organitzacions de caràcter nazi i antisemita, com l'EEE (Ethniki Enosis Elles), l'EKK (Ethnikon Kyriarchon Kratos), el Partit Nacional Socialista Grec (Elliniko Ethnikososialistiko Komma, EEK) liderat per George S. Mercouris, l'ESPO (Organització Patriòtica Hel·lènica Socialista) i la Sidira Eirini (Pau de Ferro). Els alemanys van confiar l'administració a governs col·laboracionistes locals, presidits per Georgios Tsolakoglou, Konstantinos Logothetopoulos i Ioannis Rallis, que va arribar a crear els Tágmata Asfalías (Batallons de Seguretat) per oposar-se a la guerrilla comunista de l'Ellinikos Laïkos Apeleftherotikos Stratos (ELAS), que s'estava fent molt activa, amb el que el final de la guerra mundial es va convertir per a Grècia en una Guerra civil grega.

#### Hongria

Bandera del Partit de la Creu Fletxada.

Després dels violents anys posteriors a la Primera Guerra Mundial que va dissoldre l'Imperi Austrohongarès, que van incloure una efímera revolució comunista (República Soviètica Hongaresa de Béla Kun) enmig d'una guerra civil i una intervenció militar romanesa, el Regne d'Hongria (1920 - 1945) va estar sota la regència de Miklós Horthy. Es va instaurar un règim autoritari i amb marcat caràcter nacionalista, anticomunista i antisemita, que es va aliar amb les potències de l'Eix en començar la Segona Guerra Mundial.

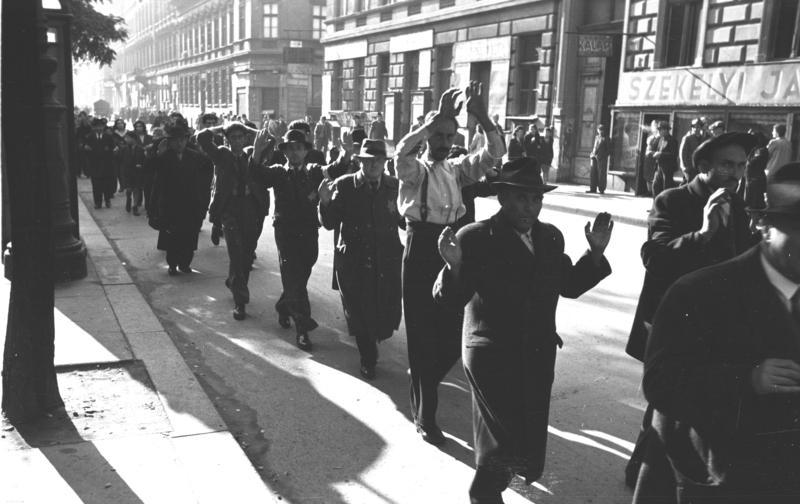
Arrest de jueus a Budapest després del cop d'estat dels feixistes amb suport alemany, octubre de 1944.

Amb un caràcter més inequívocament feixista, Ferenc Szálasi va fundar el 1935 un Partit de la Voluntat Nacional, però va ser il·legalitzat dos anys més tard pel seu radicalisme violent. Va tenir els seus orígens en la filosofia política dels extremistes pro-alemanys com Gyula Gömbös, que va encunyar el terme nacional socialisme en els anys vint, i que havia arribat a ser primer ministre amb Horthy. Unificat amb altres partits similars, com el Partit Nacional Socialista d'Obrers i Camperols Hongaresos (fundat el 1933 i que es coneixia com a camises verdes), el partit va ser reconstituït el 1939 amb el nom de Partit de la Creu Fletxada o Moviment Hongarista (Nyilaskeresztes Párt – Hungarista Mozgalom) sota el model explícit del partit nazi alemany. La seva iconografia estava clarament inspirada en la dels nazis: l'emblema de la Creu Fletxada era un antic símbol tribal magiar que representava la puresa racial dels hongaresos de manera similar a com l'esvàstica feia el propi per la raça ària. Va governar Hongria des del 15 d'octubre de 1944 fins al gener de 1945, destacant per la seva activitat antisemita als últims moments de l'anomenada solució final. Després de la guerra, Szálasi i altres líders del partit van ser jutjats com criminals de guerra pels tribunals hongaresos, condemnats a mort i executats.

#### Croàcia
La descomposició de l'Imperi Austrohongarès i la necessitat de reconeixement a Sèrbia, va portar als vencedors de la Primera Guerra mundial a la creació el 1918 d'un Regne dels Serbis, Croats i Eslovens, anomenat Regne de Iugoslàvia (Eslàvia del Sud) des de 1929. Els recels dels croats davant dels serbis, van trobar un altaveu en el periòdic Hrvatski Domobran (Exèrcit Croat) del Moviment Juvenil Croat, de Branimir Jelić i Ante Pavelić. El tancament del periòdic i la prohibició de tots els partits nacionalistes el 1929 van radicalitzar al grup, que es va exiliar a Bulgària i va exigir la independència en una declaració conjunta amb nacionalistes macedonis. Des de 1932 van iniciar accions terroristes, amb la denominació Ustatxà (insurgent, rebel, que s'aplicava a la Rebel·lió Hercegovina de 1875).
L'ocupació de l'Eix el 1941 (Alemanya el Nord i Itàlia el Sud) va permetre la proclamació de la independència de l'Estat Independent de Croàcia, sota la direcció totalitària del poglavnik (cabdill, duce o führer) Pavelić, amb l'Ustatxà com a partit únic, i fins i tot un rei nominal pertanyent a una branca lateral de la casa de Savoia (Roberto, rebatejat amb l'èpic nom de Tomislav II de Croàcia, pel primer rei croat, del segle X), que no va arribar a trepitjar el seu territori. L'Ustatxà es va destacar per la intensitat del col·laboracionisme i l'emulació de la més dura repressió, incloent l'extermini de jueus, gitanos i serbis; i fins i tot dels propis croats quan s'identificaven com a comunistes o cristians ortodoxos (la confessió majoritària, considerada nacional, era la catòlica). Es va formar la Hrvatska Legija (Legió Croata) que va combatre al costat dels alemanys en el front rus, encara que els principals enemics militars de l'estat croat van ser els partisans serbis controlats pels comunistes. La seva relació amb els Txètniks (guerrilla monàrquica, anticomunista i ultranacionalista sèrbia) va ser més ambigua.
Els Ustatxà es van dispersar al final de la guerra, que va portar la formació de la Iugoslàvia de Tito. Milers d'ells es van refugiar a l'Argentina, com el mateix Pavelić, que es va fer conseller de seguretat de Juan Domingo Perón.

#### Albània
El lideratge d'Ahmet Zogu (que va acabar regnant com Zog I), hereu d'una dinastia regional de governadors hereditaris de Mati i líder d'un Partit Reformista Popular d'imprecisa ideologia, ha d'entendre's en funció de l'estructura social i econòmica preindustrial d'Albània. Només pot considerar-se proper al feixisme per la seva dependència colonial amb la Itàlia de Mussolini, a la qual s'aproxima des de 1925. Es va exiliar a Londres davant la invasió italiana de 1939.

#### Eslovàquia
La incorporació dels Sudets a Alemanya i la posterior partició de Txecoslovàquia va fer que fos molt diferent la presència política de feixistes o nazis locals en el protectorat de Bohèmia i Moràvia (que va mantenir un govern local considerat poc fiable pels nazis, i s'administrava en la pràctica amb un govern militar alemany) i en la República Eslovaca (1939-1945), més afí a la ideologia del III Reich, en la qual els simpatitzants nazis locals governaven dirigits pel sacerdot catòlic Jozef Tiso i el Hlinka (Unitat Nacional) o Partit del Poble Eslovac, que des de 1939 era l'únic legal, juntament amb el Deutsche Partei (Partit Alemany, per als alemanys radicats a Eslovàquia) i el Partit Hongarès Unificat (per als hongaresos). Dins del partit, el President Tiso representava la tendència més moderada, de marcat conservadorisme clerical catòlic, mentre que el Primer Ministre Vojtech Tuka i el Ministre de l'Interior Alexander Mach representaven la tendència més similar al feixisme o al nazisme.

#### Finlàndia

Emblema del Lapuan liike.

El Lapuan liike (Moviment Lapua) fundat el 1929, va ser un partit polític de marcat nacionalisme i anticomunisme, hereu dels Guàrdies Blancs de la guerra civil finlandesa de 1918 i que va anar radicalitzant-se fins a adquirir un clar caràcter feixista. Els seus líders provenien de la ciutat de Lapua (Vihtori Kosola i el general Kurt Martti Wallenius). Va intentar un cop d'estat el 1932 (la rebel·lió Mäntsälä), després del qual va ser prohibit. Es va reorganitzar un nou partit denominat Isänmaallinen kansanliike (Moviment Patriòtic del Poble, IKL), que afegia el caràcter integrista religiós del moviment Herännäisyys de la regió d'Ostrobòtnia. Va incorporar la parafernàlia feixista de camises negres i va organitzar un moviment juvenil (Sinimustat, liderat per Elias Simojoki, un sacerdot fanàtic de fort carisma). Es va presentar a les eleccions de 1933 en aliança amb el partit conservador, i en solitari el 1936 i 1939, sense aconseguir el poder. El 1938 es va iniciar un procediment per a la seva il·legalització, no concedida pels tribunals.
Després de les conjuntures crítiques posteriors al pacte nazi-soviètic (la Guerra d'Hivern i el Tractat de Pau de Moscou, 1939–1940), Finlàndia s'havia vist obligada a recolzar-se en Alemanya per garantir la seva independència contra la Unió Soviètica (Guerra de Continuació), de manera que es va veure convenient incloure a l'ILK al govern de concentració nacional de 1941. Per contra, ja no es va fer el mateix en el de 1943 (les circumstàncies bèl·liques havien canviat). A petició de la Unió Soviètica, l'ILK va ser prohibit quatre dies abans de l'armistici que va posar fi a la guerra (19 de setembre de 1944).

#### Estònia
La Unió de participants en la Guerra d'Independència d'Estònia (Eesti Vabadussõvas halar Keskliit, abreviadament Vapsid i els seus membres vaps), dirigida per Andres Larka i Artur Sirk, va néixer el 1929 com una associació d'excombatents i es va anar convertint en un moviment polític nacionalista i antiparlamentari que utilitzava un enquadrament paramilitar i uniforme amb boina negra. Més enllà d'això, no presentava altres similituds amb el feixisme, perquè rebutjava el racisme i no va tenir contactes internacionals. Després d'algunes intervencions polítiques, en el referèndum de 1933, va ser prohibida a conseqüència de la declaració d'un estat d'emergència. Es va reconstituir, accentuant les seves característiques radicals i allunyant als seus membres més moderats, i va ser definitivament dissolta el 1935.

#### Letònia
Van existir alguns moviments nacionalistes violents a Letònia en els anys 1930, caracteritzats per l'antisemitisme, l'anticomunisme i, com a tret especial, l'antigermanisme, pel desig d'una puresa ètnica letona. La Ugunskrusts (Creu de Foc, 1932), de Gustavs Celmins, va ser de seguida il·legalitzada, però va reaparèixer com la Pērkonkrusts (Creu de Tro). El seu símbol era equivalent a l'esvàstica i els seus membres portaven un uniforme paramilitar de camisa grisa i boina negra. Van ser novament dissolts i el seu líder empresonat després de l'establiment d'un règim autoritari pel president Karlis Ulmanis. Més tard, durant l'ocupació alemanya, Celmins i alguns membres de la Creu de tro van col·laborar amb els nazis (el denominat Comando Arajs, de Viktor Arajs, que va incendiar una sinagoga a Riga i va assassinar milers de jueus i comunistes), mentre que uns altres es van oposar, fins i tot participant en la resistència. Desaparegut el moviment sota la Unió Soviètica, a la caiguda d'aquesta (1990) va reaparèixer amb un programa de Letònia per als letons més radical que el del govern independentista, i un intent de volar el monument als soviètics alliberadors de Riga. La major part dels seus dirigents van ser detinguts i condemnats a penes menors.

#### Lituània
El moviment feixista lituà, denominat Geležinis Vilkas (Llop de Ferro), es va formar el 1927 i va ser liderat per Augustinas Voldemaras. Disposava d'una secció violenta (Tautininkai), que s'emprava contra els seus enemics polítics. Va ser prohibit el 1930 i el 1934 va intentar un cop d'estat contra el president Antanas Smetona, de tendència autoritària i anteriorment president honorari d'aquest mateix moviment. El 1938 Voldemaras es va exiliar. Durant l'ocupació alemanya en la Segona Guerra Mundial, molts dels seus dirigents van col·laborar amb els ocupants, encara que un moviment nacionalista, anticomunista i antisemita d'imprecisa ideologia denominat Lietuvos Aktyvistų Frontas (Front Activista Lituà, LAF), que va arribar a formar un govern provisional el 1941, no va obtenir el reconeixement alemany per funcionar com a govern titella i es va autodissoldre.

#### Polònia
El règim de govern de Józef Piłsudski a través del Partit Socialista de Polònia durant la Segona República Polonesa va ser en realitat una dictadura autoritària sota una façana constitucional i democràtica valent-se de presidències titelles com la de Stanisław Wojciechowski o Ignacy Mościcki. No obstant això, la seva èmfasi centralitzadora per mantenir la independència i la unitat de Polònia, que va aconseguir el 1918 després de cent vint-i-tres anys de particions de Polònia, va provocar que la seva relació amb el nazisme va ser més aviat hostil, i que un moviment de característiques similars al feixisme, Endecja (acrònim de Narodowa Demokracja o Democràcia Nacional), dirigit per Roman Dmowski, fos decididament reprimit. L'ocupació alemanya va instaurar un Govern General sense cap classe de govern titella amb col·laboracionistes locals: es pretenia teòricament la futura germanització del territori per colons alemanys, una vegada buidat del que es descrivia com a races inferiors (eslaus i jueus).

### Europa Nord-occidental
La zona més desenvolupada econòmica i socialment, també disposava dels règims democràtics més estables i arrelats. També és important considerar que, o bé estaven entre els vencedors de la Primera Guerra Mundial, o bé havien estat països neutrals i pretenien seguir sent-ho. L'aparició de moviments feixistes o nazis va poder tenir un desenvolupament endogen, però la seva arribada en poder va ser estrictament depenent de la seva ocupació o no per Alemanya durant la Segona Guerra Mundial, i fins i tot en aquest cas, mai va exercir un poder real sinó estrictament tutelat per aquesta, quan no es va reduir a ser un simple emmascarament de l'ocupació.

#### Suècia
El Partit Nacional Socialista dels Treballadors de Suècia (Nationalsocialistiska Arbetarpartiet) es va formar el 1933 per Sven Olof Lindholm com a escissió d'un anterior Partit Nacional Socialista. La seva secció juvenil es deia Joventut Nòrdica (Nordisk Ungdom). Inicialment va funcionar com una total imitació del Partit Nazi alemany, identificant-se en principi més aviat amb les idees d'Otto Strasser (més esquerranes que les de Hitler). Es va anar distanciant gradualment de les seves connexions alemanyes, adoptant des de 1938 un emblema diferent (el Vasakärven o feix de blat, emblema dels Vasa) i va canviar el seu nom a Unitat Socialista Sueca (Svensk Socialistisk Samling). Durant la Segona Guerra Mundial, en què Suècia va ser neutral, va decaure la seva activitat, fins a la seva dissolució el 1945.

#### Dinamarca
El Partit Nacional Socialista dels Treballadors de Dinamarca (Danmarks Nationalsocialistiske Arbejderparti, DNSA), fundat el 16 de novembre de 1930, va mimetitzar les actituds i la ideologia del Partit Nazi alemany. Va ser liderat inicialment per Cay Lembcke, i no va passar de tenir uns centenars de seguidors, i uns resultats fins i tot menors en les eleccions de 1932. A partir de 1933 va ser reemplaçat per Frits Clausen, que va concentrar l'activitat del partit a la seva regió (Schleswig-Holstein).
Com l'ocupació alemanya de Dinamarca durant la Segona Guerra Mundial no va alterar el sistema polític local, ni tan sols va arribar llavors a formar part del govern de concentració, amb presència de tots els partits excepte el comunista i el nazi. Al març de 1943 va haver-hi fins i tot unes eleccions en què els partits partidaris de l'ocupació van ser derrotats, i el 29 d'agost es va dissoldre el govern, declarant la llei marcial. El DNSA es va dissoldre al maig de 1945, en acabar la guerra.

#### Bèlgica

Bandera rexista.

Bandera del VNV.

Léon Degrelle, impressionat pel crit dels contrarevolucionaris mexicans en la guerra cristera (Visca Crist Rei i la Verge de Guadalupe), va fundar a la seva tornada a Bèlgica, el 1930, el moviment Cristus rex o rexisme, que es va estendre sobretot en ambients ultraconservadors catòlics de la zona francòfona (Valònia). Entre els seus líders estaven José Streel, Louis Collard i Victor Mathys.
A la zona neerlandòfona o flamenca (Flandes) es va crear simultàniament la Unió Nacional Flamenca (Vlaamsch Nationaal Verbond, VNV), fundada per Staf de Clercq el 1933. El seu lema era Autoritat, disciplina i «Dietsland», sent aquest el nom que proposaven donar a l'estat pan-neerlandès a crear, excloent la zona de Valònia.
El rexisme es va presentar a les eleccions a partir de 1936, obtenint modests resultats. Tant ell com el VNV van anar accentuant les seves tendències filonazis (totalitarisme, antisemitisme, admiració per Hitler), i van rebre suport financer d'Alemanya. Amb l'ocupació, es van convertir en l'articulació del col·laboracionisme, formant fins i tot dues unitats militars que van actuar en la guerra: la Divisió SS Valònia i la Legió Flandes.
S'especula amb la possibilitat que certes característiques dels primers llibres de la sèrie de còmics Les aventures de Tintín puguin ser qualificades d'anticomunisme o racisme i siguin degudes a la proximitat al rexisme de l'autor (Hergé).

#### Holanda

Bandera del Moviment Nacional Socialista dels Països Baixos (NSB).

El Moviment Nacional Socialista dels Països Baixos (Nationaal-Socialistische Beweging in Nederland, NSB) va ser un partit polític feixista, que es va anar desenvolupant durant els anys 1930 i es va convertir en l'únic partit legal durant l'ocupació alemanya en la Segona Guerra Mundial, període en el qual va funcionar com una veritable sucursal del Partit Nazi. Els seus fundadors van ser Anton Mussert, que va arribar a ser el líder, i Cornelis van Geelkerken. Basava el seu programa en el feixisme italià i el nazisme alemany, encara que fins a l'any 1936 no s'havia declarat antisemita, i fins i tot tenia jueus entre els seus membres.

#### Noruega

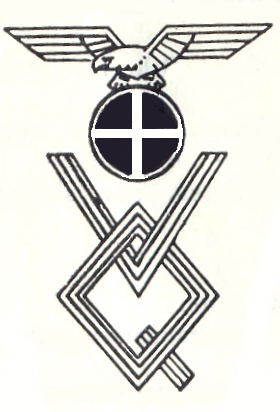
Emblema del Nasjonal Samling, que inclou a sota l'anagrama del nom del seu líder, Vidkun Quisling.

Vidkun Quisling, líder del Nasjonal Samling (Unió Nacional, fundat el 1933), inicialment de tendència conservadora i religiosa i que havia estat anteriorment ministre amb el partit agrari, es va presentar a les eleccions amb molt escassos resultats. Va evolucionar cap a posicions mimètiques amb el nazisme a partir de 1935, encara que no va passar a ser un partit molt minoritari. Va aprofitar la invasió alemanya per donar un cop d'estat (9 d'abril de 1940), però els ocupants van preferir instaurar una governació militar que tractava als seus aliats locals amb bastant recel, mentre que la família reial es refugiava a Anglaterra, on es va constituir un govern a l'exili. Des de 1942 Quisling es va incorporar al govern de la Noruega ocupada com a ministre, i el 1943 va aconseguir el rang de màxim dirigent. El nom de Quisling va passar a ser sinònim de «col·laboracionista» i s'usava com a adjectiu despectiu, sobretot en la propaganda dels aliats i en la literatura posterior.

#### França
L'extrema dreta a França tenia una perllongada tradició, que es remunta a la restauració monàrquica de 1814, i s'havia vist alimentada des de 1871 amb la por a la revolució proletària (experiència de la Comuna de París) i el revengisme per la derrota en la Guerra Franco-prussiana (que incloïa l'irredemptisme per la pèrdua d'Alsàcia i Lorena). L'afegit de l'antisemitisme a partir del Cas Dreyfus, va acabar de constituir en determinats cercles socials, polítics i intel·lectuals, una amalgama ideològica que pot considerar-se com un clar precedent del feixisme. Aquest ambient va trobar la seva expressió en grups com l'Action Française, creada el 1898 per Maurice Licito i Henri Vaugeois, i que es va mantenir com a referent de l'extrema dreta francesa sota el lideratge de Charles Maurras. La seva forta personalitat va ser determinant per centrar els elements de la reivindicació de la personalitat tradicional francesa en la monarquia i el catolicisme (en tots dos casos amb un criteri totalment utilitari: ell mateix era agnòstic), i empènyer a l'activisme de carrer a la secció juvenil denominada Camelots du roi.
Aquest grup va ser el principal, però no l'únic: Croix-de-feu (Creu de foc) de François De la Rocque, Jeunesses Patriotes (Joves Patriotes) de Pierre Taittinger, Le Faisceau (el Fascio) de Georges Valois —d'explícita inspiració—, el Parti franciste (Partit o Moviment francista) de Marcel Bucard, conegut per Chemises bleues (camises blaves) finançat pel feixisme italià, i la Solidarité Française (Solidaritat Francesa) de François Coty, més propera al nazisme alemany, que també usava camises blaves i es distingia per les seves boines negres. El més radical i violent va ser La Cagoule o Comitè secret d'action révolutionnaire (Comitè secret d'acció revolucionària) d'Eugène Deloncle, fundat el 1935 amb finançament i suport de l'empresari Eugène Schueller (propietari de L'Oréal). Infiltrat per la policia, molts membres van ser detinguts el 1937. Molts dels altres moviments van ser dissolts per una llei adoptada durant el govern de l'esquerrà Léon Blum (Front Popular) el juny de 1936.
Durant el període d'entreguerres, en el qual la vida política de França es va veure sotmesa a alternançes polítiques pendulars entre el Bloc Nacional i el Cartell de les Esquerres, en algun moment es va témer que la radicalització de les postures conduís a una sortida autoritària similar al feixisme, sobretot des de l'émeute sanglante (una manifestació d'excombatents que va degenerar en violència el 6 de febrer de 1934). No obstant això, la majoria social de França va optar per sortides possibilistes que incloïen el "pacte social" (els acords de Matignon de 7 de juny de 1936, amb el govern del Front Popular). La comparació amb la tragèdia espanyola que va començar només un mes després (18 de juliol de 1936) demostra el diferent grau de cohesió social a França i a Espanya, que explica en bona part que el feixisme no triomfés endògenament a França. No obstant això, molts francesos van prendre partit apassionadament per un bàndol o per l'altre de la Guerra Civil espanyola.

Bandera de l'Estat Francès o França de Vichy, que afegia a la tricolor republicana una doble destral molt semblant a les fasces.

Va haver de ser la humiliant derrota enfront d'Alemanya (Batalla de França) la que fes arribar al poder a les forces polítiques més properes al feixisme. El territori va ser dividit en dues zones: la primera directament ocupada per l'exèrcit alemany, el nord i l'oest, on es va organitzar alguna organització per enquadrar als francesos més afins ideològicament (Mouvement social révolutionnaire —Moviment social revolucionari— fundat a París el 1940 per Eugène Deloncle); i la segona, el centre i sud, que es va confiar al mariscal Pétain; mentre que les colònies es decidien pel control alemany o per sumar-se a la França Lliure organitzada a Londres per De Gaulle. Pétain a la seva zona, anomenada França de Vichy va organitzar un État Français sota el lema de Travail, famille, patrie (Estat Francès i Treball, Família, Pàtria; en clara referència contrària a la denominació République Française —'República Francesa'— i al lema revolucionari Liberté, Égalité, Fraternité —'Llibertat, Igualtat, Fraternitat'—). És discutible la seva classificació com a règim purament totalitari, donada la presència en aquesta autodenominada Révolution Nationale d'elements molt diversos, que sota dels plantejaments retòrics comuns, no ocultaven la seva personalitat diferenciada: des dels clarament feixistes (el Parti Populaire Français -Partit Popular Francès, PPF- de Jacques Doriot i el Rassemblement national populaire —Unió nacional popular— de Marcel Déat), passant pels reaccionaris clàssics (Action Française, el clergat conservador), fins als reformadors possibilistes (tecnòcrates, planistes —partidaris de la planificació econòmica—, personalistes demòcrata-cristians, els denominats no-conformistes dels anys 30, l'École des cadres d'Uriage, René Belin —el redactor de la Charte du Travail—), com ocorria simultàniament a Espanya amb les anomenades famílies del franquisme. Va haver-hi fins i tot una unitat militar francesa que es va enviar al front rus, a semblança de la Divisió Blava espanyola (la Légion des volontaires français contre le bolchévisme —Legió dels voluntaris francesos contra el bolxevisme—).

### Península ibèrica
Espanya i Portugal es caracteritzaven per un evident endarreriment econòmic i social, i un cert aïllament. En els anys 1920 es van instaurar règims autoritaris (António de Oliveira Salazar i el general Primo de Rivera) que no ocultaven els paral·lelismes amb el feixisme italià. El cas espanyol va presentar violents moviments pendulars, amb la Segona República Espanyola i la Guerra Civil espanyola, en què la intervenció alemanya i italiana en suport del bàndol revoltat va ser decisiva en moments clau, malgrat la política de no-intervenció que van intentar mantenir França i Anglaterra.
La pervivència dels dos règims feixistes ibèrics es pot explicar també en part pel seu aïllament relatiu de l'escena europea i el seu oportunisme i capacitat de transformació. Va ser decisiva la seva neutralitat durant la Segona Guerra Mundial i la posterior alineació amb els Estats Units durant la Guerra Freda, que va permetre el manteniment de tots dos fins a mitjan anys setanta.

#### Espanya

Bandera de Falange.

El denominat desastre de 1898 va significar per a Espanya una frustració nacional equivalent a la guerra francoprussiana per a França o la Primera Guerra Mundial per a Alemanya i Itàlia. Es va produir una introspecció negativa que es va plasmar en un interminable debat intel·lectual sobre el Ser d'Espanya, mentre s'aprofundien les fractures internes (social, territorial i religiosa, la qual cosa s'ha vingut a denominar les dues Espanyes) que van portar a la Guerra Civil espanyola de 1936. La crisi del sistema polític de la Restauració borbònica, un liberalisme controlat per l'oligarquia i el caciquisme, es va perllongar enmig de crisis periòdiques (Setmana Tràgica de 1909, Crisi de 1917, Desastre d'Annual de 1921) fins que l'exèrcit, amb una trajectòria secular d'intervenció en la vida política, va imposar al cirurgià de ferro demandat pels regeneracionistes amb la Dictadura de Primo de Rivera (1923-1930).

##### Dictadura de Primo de Rivera
No és fins aquest període de la història d'Espanya on trobem per primer cop presència del feixisme. És necessari dir que la dictadura no va ser en cap moment d'ideologia feixista o que es va institucionalitzar en algun moment el feixisme, però si es pot dir que la dictadura es va apropar a aquella ideologia d'Itàlia. Tot i que durant aquella època, segons Manuel Pastor Aracil en un treball seu, hi havia gent que considerava aquell règim dictatorial com a feixista, com era el comunista August Thalheimer, i fins i tot la mateix Komintern o Internacional Comunista. Però altres comunistes, com Trotsky no la consideraven feixista, ja que els orígens de tots dos règims eren diferents; a Itàlia era un moviment de masses mentre que a Espanya va ser un moviment amb ajuda estatal i militar. Un altre autor, com és Julio López Iñíguez, comenta que la dictadura de Miguel Primo de Rivera no se la podia qualificar de feixista perquè no s'assemblava amb el que era el règim i el partit feixista italià; tot i que afirma que la dictadura simpatitzava amb el règim feixista italià. Però hi ha historiadors com l'israelià Shlomo Ben Ami, que comenta que tenia similituds amb el feixisme, i el qualificaria de "feixisme des de d'alt", o també l'historiador Eduardo González Calleja, que s'assemblava al feixisme per les següents característiques: rebuig a la perspectiva democratització, la lluita davant el moviment obrer amb coacció i corporativisme, i el suport de les classes mitjanes industrials pel fantasma de la revolució; tot i així no es va considerar feixista.
La ideologia feixista que es podia veure durant el període del Directori Militar provenia d'un grup d'origen català -més concretament, el lloc d'origen on va ser creat aquell grup va ser a la ciutat de Barcelona- inspirat en el feixisme italià; aquest grup, o també milícia, portava el nom de La Traza, i posteriorment portaria el nom de Somatén primorriverista. Enric Ucelay-Da Cal, presenta que aquest partit feixista català volia acabar amb els mals d'Espanya i salvar la pàtria, a més, el consideraria com el primer feixisme espanyol. La Traza va ser creada com una resposta de la dreta espanyola dels anys vint. Es podria veure que aquest grup o milícia de la ciutat de Barcelona tenia simpatia amb la ideologia que hi havia en aquells moments a Italia, ja que per a l'any 1923 la Federación Cívica Somatentista (FCS) -nom que va rebre després La Traza- va donar la benvinguda al rei Alfons XIII i al dictador Miguel Primo de Rivera al port de Barcelona després d'un viatge a Itàlia, havent-se reunit amb Benito Mussolini, d'una forma que feia recordar molt a les milícies feixistes; van ser unes tres-centes persones que estaven vestits amb una camisa blava i alçant el braç a imatge de la salutació romana, tal com feien els feixistes italians, que anaven amb camises negres i feien la mateixa salutació. Així, doncs, la Federación Cívica Somatentista era profeixista, perque aquests imitaven a les milícies feixistes d'Itàlia. Tot i que una altra cosa que es pot relacionar amb el règim feixista de Mussolini i el règim dictatorial de Primo de Rivera, era que tots dos règims tenien un discurs ideològic que era la "antipolítica".
Les solucions econòmiques autàrquiques i corporativistes, i el menyspreu de les institucions parlamentàries s'assemblen al contemporani feixisme italià, però no es va pretendre crear un estat totalitari i la decisió d'instaurar alguna cosa semblant a un partit únic (la Unió Patriòtica Espanyola, 1925) no va arribar a passar d'un tímid intent. La Federación Cívica Somatentista es va integrar dins de la Unió Patriòtica, però la seva ideologia va quedar per sota de la del partit. Cal dir, també, que el feixisme italià no es va poder exportar com a tal a Espanya perquè en aquells moments es tractava d'una ideologia poc desenvolupada i això feia difícil reproduir-la o implantar-la al país. També, tal com diu Stanley G. Payne, mentres que el règim italià i el partit feixista significaven un nou ordre, a Espanya, la Unió Patriòtica Espanyola i el mateix règim dictatorial es tractava d'una cosa conservadora. És per això que Payne consideraria que no es podria concebre a la dictadura de Miguel Primo de Rivera com a feixista, tot i assemblar-se i tenir relacions amb el feixisme.
No es va produir una gran intensificació de la repressió política ni social: l'Organització Corporativa Nacional va comptar fins i tot amb la col·laboració del sindicat socialista UGT. Davant la passivitat de la major part de la societat civil, l'oposició va estar organitzada per grups d'intel·lectuals i els partits republicans. A la caiguda del dictador, el govern de transició que el va seguir va rebre el còmic nom de dictablanda.

Durant la dictadura de Primo de Rivera, molts han sigut els historiadors que han qualificat a Ernesto Giménez Caballero com el primer intel·lectual feixista i aquell que va començar a difondre la ideologia feixista per Espanya. L'historiador Gonzalo Álbarez Chillida comenta que Ernesto Giménez Caballero es va fer feixista l'any 1926 durant el seu viatge de nuvis. Havia visitat Itàlia en aquell viatge i va ser en aquell moment quan va conèixer i es va convertir a aquell corrent ideològic, però no va ser fins al 1928 que ho va fer públic. A la seva tornada va propagar el que ell va anomenar la "llatinitat" militant. Admirava Roma com la capital de la religió i del feixisme. Ernesto Giménez Caballero va crear una revista que portava el títol La Gaceta Literaria, i en aquesta, a partir dels articles manifestava la seva ideologia feixista. L'historiador Gonzalo Álbarez Chillida diu al següent a la seva obra: 
Giménez Caballero deseaba ser el profeta y el místico del fascismo español. Misionero, pero solo con la pluma.
Segons Ismael Saz, Ernesto Gimenez Caballero veia al feixisme com la solució als problemes d'Espanya. A més, el feixisme que va introduir era per rebuig al liberalisme i amb valors de la cultura nordica. 

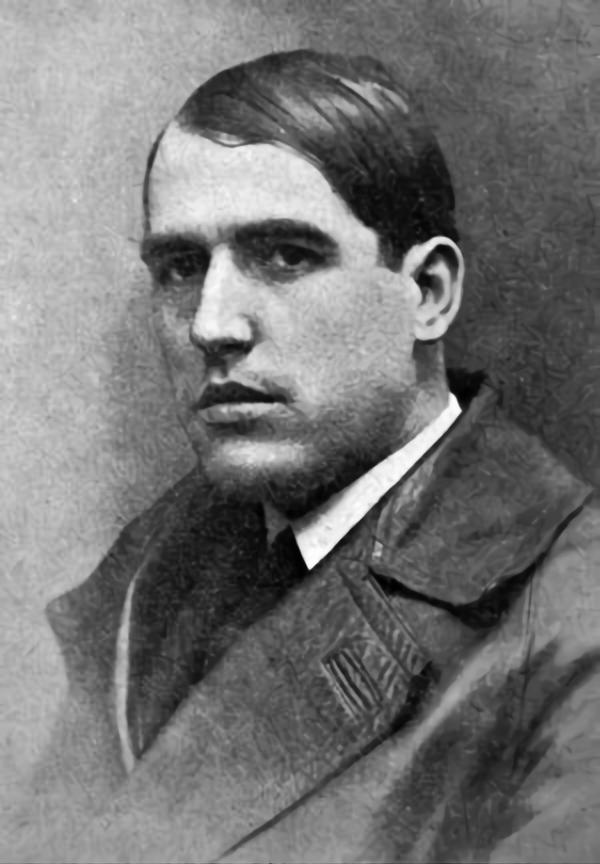
Fotografia de Ramiro Ledesma Ramos

Ramiro Ledesma, va ser un altre intel·lectual espanyol que va tenir relació amb el feixime. Va treballar a La Gaceta Literaria que editava Giménez Caballero, cosa que va comportar que tingues aquella atracció pel feixisme. Ell va ser qui un mes abans de proclamar-se la Segona República Espanyola fundés la revista La Conquista del Estado inspirada en la seva homònima italiana La conquesta dello Stato, com ell mateix diu, germen del feixisme espanyol.
| «                                                | El dia 14 de març de 1931, justament un mes abans de proclamar-se la república, va començar a publicar-se un setmanari polític. La conquesta de l'Estat, en els números del qual es troben tots els gèrmens, les idees i les consignes que després, més tard, van donar vida i nom a les organitzacions i partits de tendència feixista que avui coneixem | » |
| — R. Ledesma Feixisme a Espanya? Navarro. P. 188 | |   |

En el seu tercer número reivindicava "imposar violentament la seva política". El següent número, que sortia el 4 d'abril, va ser retirat per la policia.
Per tant, a partir de fundar aquella revista, es van treure molts articles que estaven relacionats amb el feixisme. A més, van treballar en aquesta plataforma diverses personalitats i intel·lectuals, com van ser el mateix Ernesto Gimenez Caballero, o també, el futur lider de Falange Española, José Antonio Primo de Ribera.
La Conquista del Estado constituiria el germen del feixisme a Espanya. Ramiro Ledesma Ramo, secundava un feixisme laic, demagògic i sindicalista.

##### La Segona República Espanyola
La Segona República Espanyola (1931) va arribar enmig d'una festa popular que ràpidament va derivar en una intensificació de la lluita de classes i de la resta de les contradiccions acumulades.
El 4 de juny La conquista de Ramiro Ledesma sortia al carrer amb la proclama: "Visca la Itàlia feixista! Visca la Rússia soviètica! Visca l'Alemanya de Hitler! Visca l'Espanya que farem! Fora les democràcies burgeses i parlamentàries!".
El grup de La Conquista del Estado va desapareix, és després d'aquest fet que sortís un altre grup, després que Ramiro Ledesma Ramós s'unís amb Onésimo Redondo i el seu grup, que portava el nom de Juntas Castellanas de Actuación Hispánica. Així, doncs, Ramiro Ledesma va fundar el 1931 les Juntas de Ofensiva Nacional Sindicalista al costat d'Onésimo Redondo, primera organització política espanyola de categòric encuny feixista. Les JONS aspiraven a desenvolupar un nacionalisme revolucionari de tipus feixista que pogués competir amb l'esquerra entre les classes baixes. Es caracteritzava pel seu nacionalisme radical (contra les autonomies regionals), la defensa del catolicisme (per Onésimo Redondo la religió era el que per al nazisme era la sang ària) i l'anticomunisme (que s'expressava contra el moviment obrer anarquista i socialista). Ferran Gallero comenta que les JONS a l'inici era una eina d'acció violenta als carrers, fent campanya per posar fi a la cosa dolenta que atacava a Espanya; com podien ser el marxisme, els separatismes o l'ambició nacional.
Durant aquells anys de la Segona República Espanyola, va aparèixer un diari que portava per nom El Fascio. Haz Hispano. Es tractava d'una plataforma on s'aglutinaven tots els intel·lectuals feixistes espanyols. En aquest diari van treballar tots ells per fer propaganda i donar prestigi al feixisme.
En aquells mateixos anys, a Catalunya es va arribar a veure i creure de l'existència de feixistes catalans per diversos fets que van fer veure un símil als feixistes. Un dels primers casos van ser les JEREC (Joventuts d’Esquerra Republicana-Estat Català), ja que anaven amb un uniforme de color verd oliva i amb uns braçalets, mentre anaven fent una desfilada. Un altre va ser els Escamots d'Estat Català, una organització paramilitar, i va ser perquè van assaltar la impremta on s'editava el Bé Negre. Ho van fer de tal forma, amb violència, que van semblar i se'ls va titlar de feixistes. Segons Xosé M. Núñez Seixas, alguns nacionalistes catalans van començar a feixistitzar-se, com va ser el cas de Josep Dencàs. Dencàs va estar relacionat amb dos grups: Organització Militar Nosaltres SoIs! i les Joventuts d'Estat Catala. Núñez Seixas planteja que tenien una deriva i temptatives feixistes, i que es van apropar a la Itàlia feixista i l'Alemanya nazi. Cal dir que molts autors consideren que Josep Dencàs el relacionen molt amb el feixisme, ja que diuen que era un dirigent semi-feixista, que utilitzava les forces nacionals per als seus desitjos feixistes i que dirigia a organitzacions semblant a les milícies feixistes, com era el cas dels Escamots d'Estat Català.
Durant la dècada dels anys trenta del segle xx, va aparèixer un petit grup que portava el nom de Unión Monárquica Nacional. Es tractava d'un grup amb ideologia de la identitat espanyola, amb una missió catòlica i restaurar els valors tradicionals, però el punt important és que en aquest grup hi havia una admiració i tractava d'imitar el feixisme italià. En aquests mateix grup trobem un individu relacionat amb el feixisme, com va ser José Antonio Primo de Rivera. José Antonio Primo de Rivera, va començar a adquirir idees polítiques i tenir un apropament amb el feixisme des del moment que va començar a llegir i apropar-se als intel·lectuals feixistes i la revista de La Conquista del Estado. Per tant, a partir d'aquesta revista i aquell partit polític van ser els motius per al qual va tenir aquells apropaments amb la ideologia feixista. L'historiador Joan Maria Thomas comenta que en aquells mateixos anys trenta, José Antonio Primo de Rivera va comença a canviar la seva ideologia, ja que va passar d'un autoritarisme de dretes a un -inicial i poc elaborat- feixisme. José Antonio Primo de Rivera va tenir participació en dues entitats de caràcter feixista, que van ser el: El Fascio. Haz Hispano i Movimiento Español Sindicalista. El Fasci. Haz Hispano, va ser un diari en que va treballar amb els principals referents i intel·lectuals de la ideologia feixista a Espanya, com van ser Ernesto Guímenez Caballero o Ramiro Ledesma Ramos. Cal dir, també, que en aquell mateix diari, José Antonio va fer articles en els quals ell pensava que el feixisme era la solució per Espanya. Sobre el Movimiento Español Sindicalista, es va tractar d'un grup creat per José Antonio i Julio Ruiz de Alda relacionat amb el feixisme, però aquest no va sortir bé.
Va ser llavors que va pensar que era necessari una nova organització i volia un feixisme Espanyol. El 29 d'octubre de 1933 es va celebrar un míting per part de José Antonio Primo de Rivera, al Teatre de la Comedia de Madrid, el qual presentava un nou grup o partit polític. Aquell portaria el nom de Fascismo Espanyol. Poc després va canviar el nom i així sorgiria la Falange Espanyola fundada pel mateix José Antonio Primo de Rivera. José Antonio, s'interessava ja a fons en alguna cosa bastant semblant al feixisme (d'encuny italià) com a vehicle capaç de donar forma i contingut ideològic al règim autoritari nacional proclamat, amb tanta inseguretat, com amb poc èxit pel seu pare. […] José Antonio no es va mostrar al principi oposat a emprar l'etiqueta de "feixista". Segons Payne, la Falange no es diferenciava en cap aspecte significatiu amb el partit de Mussolini. Arribant en alguns casos a utilitzar la seva mateixa retòrica. En realitat, pel seu estil, organització i doctrina, La Falange no es diferenciava en cap aspecte realment significatiu del partit de Mussolini. La retòrica falangista seguia a vegades la línia productivista del feixisme italià primerenc. En aquest ambient es van mimetitzar i van adaptar els lemes i símbols feixistes (salutació romana, camisa blava, jou i fletxes, etc.). També, Payne, ens indica que allò que el feia diferent del feixisme italià era per la seva identitat religiosa catòlica.
Al febrer de 1934 la Falange de José Antonio es va fusionar amb les JONS d'Onésimo Redondo i Ramiro Ledesma. L'entusiasme d'aquest últim per Hitler, la seva oratòria demagògica i la seva indubtable proclivitat als procediments violents van convertir a les Juntes d'Ofensiva Nacional–Sindicalista per ell fundades en el sector més radical de la Falange.

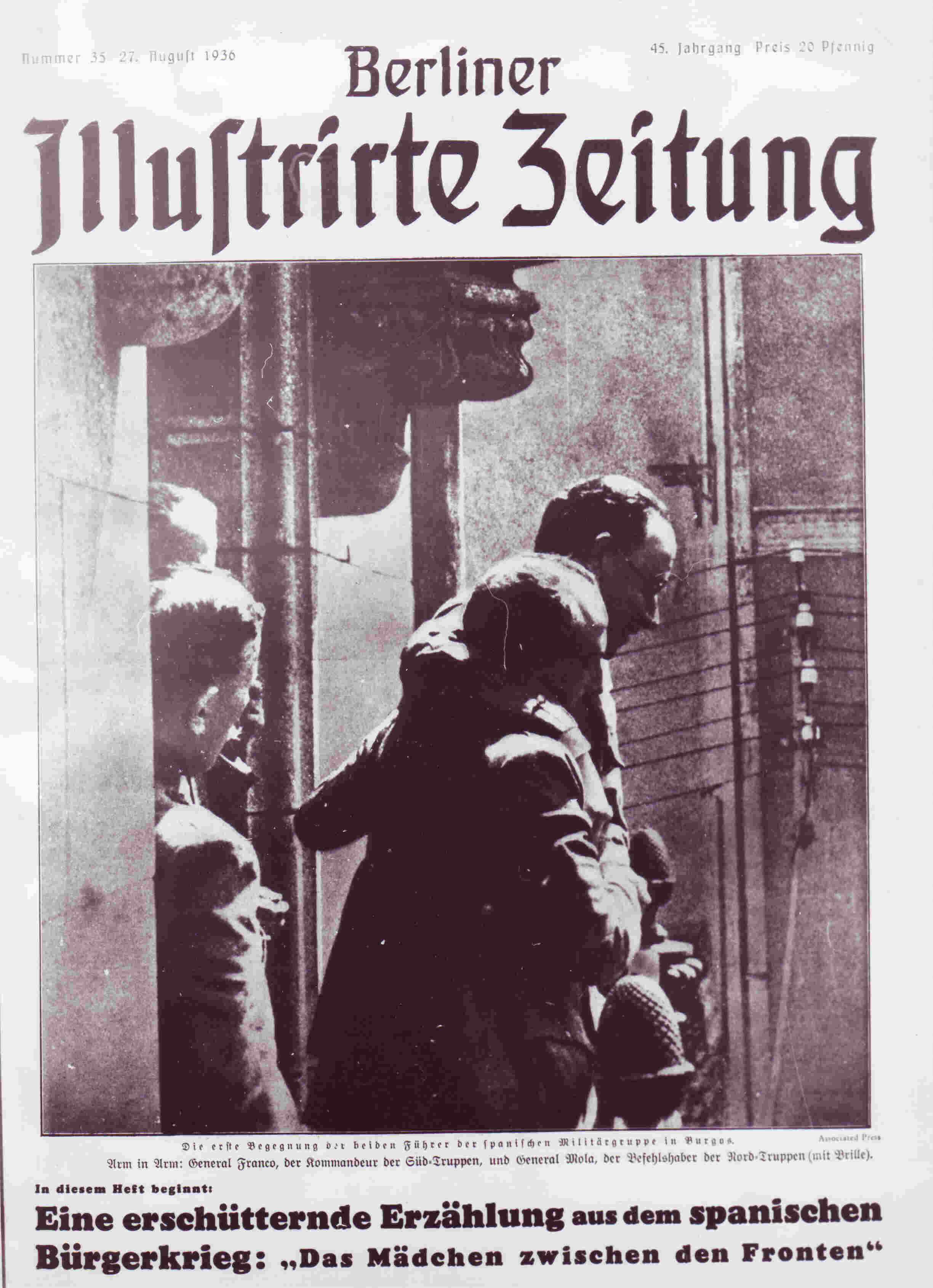
La trobada dels generals revoltats Franco i Mola a Burgos és el tema de portada del Berliner Illustrirte Zeitung, 27 d'agost de 1936.

Alguns altres intents es van quedar en projecte, com el Partit Laborista d'Eduardo Aunós. Altres partits de postures extremes van tenir components més tradicionals (conservadorisme, clericalisme, monarquisme o tradicionalisme): el Partit Nacionalista Espanyol de José María Albiñana, Tradició i Renovació Espanyola i el Bloc Nacional de José Calvo Sotelo. Encara que la major part de la dreta va tenir una posició més possibilista, representada per la Confederació Espanyola de Dretes Autònomes (CEDA) de José María Gil-Robles y Quiñones, les seves joventuts actuaven com un grup de disciplina gairebé paramilitar (Joventuts d'Acció Popular, JAP, de Ramón Ruiz Alonso).
La Guerra Civil va suposar per al bàndol revoltat la unificació de tots els partits polítics en un únic Moviment Nacional (Falange Espanyola Tradicionalista i de les Juntes d'Ofensiva Nacional Sindicalista), que pretenia convertir-se en l'únic partit de participació en la vida pública i enquadrar tots els aspectes de la societat (Front de Joventuts, Secció Femenina, Educació i Descans) i de l'economia, en un sistema corporatiu (sindicat vertical). En el polític, la caracterització del model de govern de la dictadura del general Francisco Franco s'ha fet com a feixisme (a seques o amb diferents adjectius: feixisme rural, feixisme clerical, o com un règim autoritari.
Per a uns altres no és un feixisme pur, sinó un règim típicament reaccionari, que va adoptar oportunament en els seus inicis una façana hitleriana-mussoliana i que pretenia la reproducció feudal.
Possiblement la raó principal de la seva perllongada existència en el temps va ser la visió pragmàtica de Franco tant cap a l'exterior com a l'interior. Les seves relacions internacionals van passar de l'aliança amb l'Eix durant la guerra civil a la neutralitat en la primera fase de la Segona Guerra Mundial (benèvola cap a l'Eix però mantenint garanties cap als aliats). La invasió de Rússia va provocar el reclutament d'una Divisió Blava que es va reunir en el front rus amb altres similars dels països satèl·lits del nazisme. La derrota d'Alemanya va conduir a l'aïllament internacional, mentre s'acollien a Espanya a molts dels líders feixistes que fugien dels seus països (Degrelle, Pavelic, Otto Scorzeny, Hauke Pattist).

##### Franquisme
Després d'una duríssima postguerra d'autarquia i nacionalcatolicisme, el franquisme va saber aprofitar l'oportunitat que li oferia la Guerra Freda per superar el seu aïllament mitjançant l'aliança amb els Estats Units des de 1953.
No s'admetia oposició interna, però s'administraven salomònicament quotes de poder entre les diferents famílies del franquisme (blaus o falangistes, militars, carlistes, catòlics, tecnòcrates). En els textos legals i les proclames polítiques, l'autodefinició del seu règim va evolucionar de ser un Estat totalitari en els anys trenta (Fur del Treball de 1938, de clara inspiració feixista italiana) a un imprecís Regne en els anys quaranta (Llei de Successió a la Prefectura de l'Estat de 1947) i una Democràcia Orgànica en els seixanta (Llei Orgànica de l'Estat de 1967).

#### Portugal

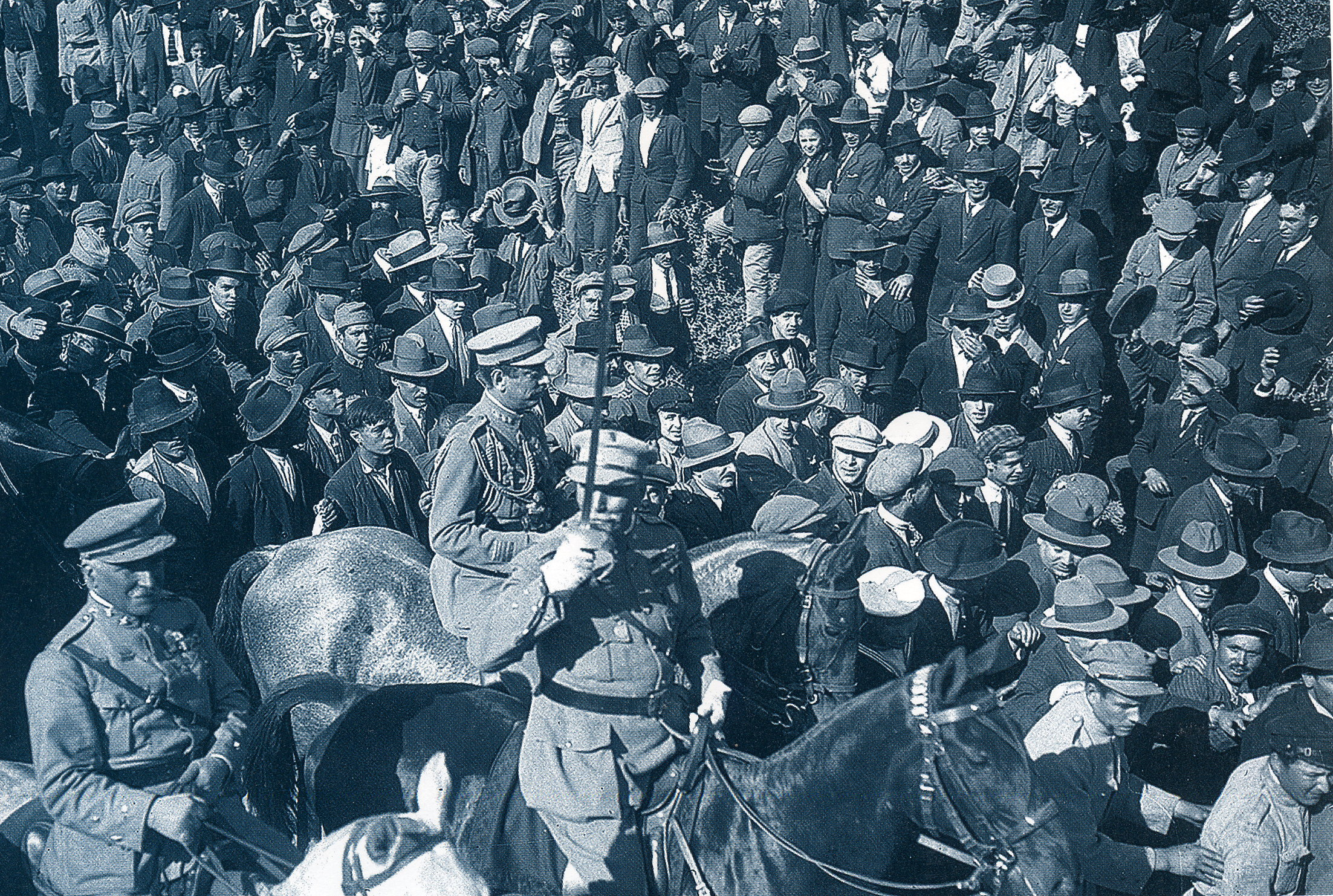
Les tropes revoltades de Gomes da Costa en la revolució del 28 de maig de 1926, entren triomfalment a Lisboa el 6 de juny.

La revolució del 28 de maig de 1926, àmpliament recolzada per sectors civils, va instaurar un règim autoritari militar, que des de 1932 va ser governat per António de Oliveira Salazar, un professor universitari. A l'any següent es va aprovar una Constitució que concentrava el poder en la figura del president, mantenint la ficció d'eleccions i bicameralisme. El període de quaranta anys posterior rep el nom d'Estat Novo. La similitud amb el feixisme es va marcar amb mecanismes d'enquadrament social, com la Mocidade Portuguesa (per a la joventut), o la Legió Portuguesa (organització paramilitar, que va ser l'única part del règim salazarista que va adoptar i va defensar obertament les intencions de Hitler per a Europa, enfront d'una postura oficial neutral o favorable als aliats). També es van imitar mecanismes propis del corporativisme econòmic i social italià. Un partit rival, amb característiques similars al feixisme, denominat Movimento Nacional-Sindicalista (MNS) de Francisco Rolão Preto, conegut com a Camises azuis (camises blaves), va mantenir una relació confictiva amb Salazar, que va acabar dissolent-lo; el que va conduir a una revolta fàcilment reprimida (10 de setembre de 1935). Preto (que acusava a Salazar d'instaurar un règim feixista) es va exiliar i la major part dels nacional-sindicalistes es van integrar en la União Nacional (Unió Nacional), que des de 1934 era l'únic partit que es presentava en les eleccions.
El suport discret al bàndol revoltat en la Guerra Civil espanyola va donar l'oportunitat a Salazar per al manteniment d'una aliança estratègica amb el govern de Franco, que es va denominar Pacte Ibèric (1942).

### Països angloparlants
No van ser ocupats durant la guerra. La presència de moviments feixistes va ser poc important, de vegades purament testimonial. El seu nivell de desenvolupament econòmic i social era possiblement el més avançat del món. Els seus sistemes polítics van demostrar una gran estabilitat i capacitat de resposta a les crisis econòmiques i socials. La tendència a desentendre's dels assumptes europeus de l'opinió pública interna als Estats Units (al mateix temps molt implicats econòmicament en la bombolla financera de crèdits i indemnitzacions entre vencedors i perdedors de la Primera Guerra Mundial), i la insistència a mantenir la política de no-intervenció i d'appeasement per part de la major part de la classe política britànica; van determinar que la seva capacitat de gestió de la conjuntura internacional fos molt deficient, i la resposta bèl·lica en la primera fase de la guerra molt poc eficaç. No obstant això, la seva capacitat de resistència i la preservació de la seva identitat democràtica va ser finalment decisiva i reeixida. L'aliança conjuntural amb la Unió Soviètica va durar poc més del que va trigar a acabar la guerra.

#### Regne Unit

Bandera de la Unió Britànica de Feixistes.

La Unió Britànica de Feixistes es va crear el 1932. Mai va passar de ser un grup minoritari, encara que va mantenir activitats violentes contra jueus, sindicalistes i comunistes. La seva secció d'activistes es coneixia com a blackshirts (camises negres) a imitació dels feixistes italians, i va ser prohibida el 1936. El partit sencer va ser il·legalitzat el 1940, i el seu líder, Oswald Mosley, empresonat durant tot el període de la Segona Guerra Mundial.

#### Irlanda

Bandera dels Blueshirts.

Els Blueshirts (camises blaves) de l'Army Comrades Association (ACA), més tard denominats National Guard (Guàrdia Nacional) van ser un moviment similar al feixisme, compost per veterans del moviment independentista (Irish Republican Army —IRA—, Exèrcit Republicà Irlandès) liderats pel general Eoin O'Duffy. Es va fundar diversos anys després de la independència, el 1932, i va mantenir enfrontaments amb altres organitzacions del moviment nacionalista irlandès. El predomini ideològic del nacionalisme recentment triomfant i un catolicisme fortament integrista van caracteritzar la vida política i social de la Irlanda d'entreguerres. Durant la Segona Guerra Mundial Irlanda es va mantenir neutral. Citen la voluntat de De Valera de no produir divisions internes, a més de distanciar-se de la Gran Bretanya. La posició estratègica, la feblesa i la proximitat als Estats Units són adduïts com altres raons.

#### Austràlia
La New Guard va ser una organització paramilitar durant els anys 1930, i va intentar enderrocar violentament al primer ministre de Nova Gal·les del Sud. Va tenir membres en diferents parts d'Austràlia, però els seus socis i la base de suport predominants estaven a Nova Gal·les del Sud i a la seva capital, Sydney.

#### Canadà
El Parti national social chrétien, Canadian National Socialist Unity Party o Christian National Socialist Party (Partit Nacional Socialista Cristià), fundat per Adrien Arcand el 1934, tenia una secció violenta, denominada Blueshirts (camises blaves), dedicada a agressions de carrer a esquerrans, immigrants i membres de grups racials minoritaris. El seu programa ultranacionalista era pan-canadenc, d'integració de la comunitat francòfona i l'anglòfona. També incorporaven l'antisemitisme i l'admiració per Hitler i el nazisme. Van aconseguir alguna representació electoral i una militància d'alguns milers de membres, sobretot a la zona de Quebec, Alberta i Columbia Britànica. Van ser prohibits el 1940, com altres grups menors: la Canadian Union of Fascists (Unió Canadenca de Feixistes, vinculats al grup britànic de Mosley) i el Canadian Nationalist Party. Arcand va tornar a intentar la unificació d'aquests moviments sota el nom de National Unity Party (Partit de la Unitat Nacional) el 1949, amb poc èxit electoral.

#### Estats Units

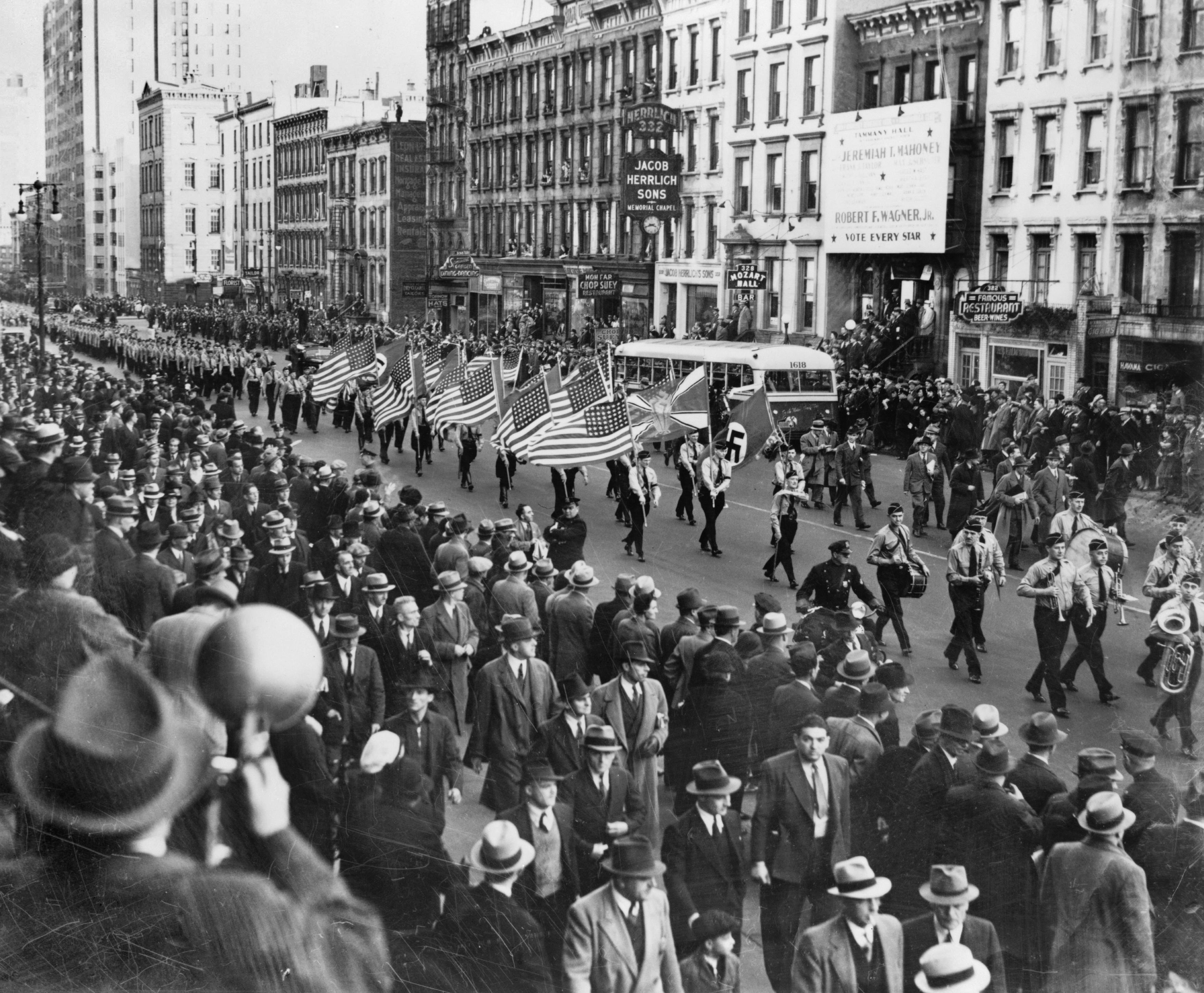
Manifestació del German American Bund a Nova York, 30 d'octubre de 1939.

Van existir grups feixistes durant la dècada de 1930. Per exemple, la Silver Legion (Legió de Plata) de William Dudley Pelley i el German American Bund o German American Federation (Federació alemanya-americana) de Fritz Kuhn obertament recolzats per l'Alemanya nazi en aquesta època, i que va funcionar com un lobby o grup d'interès i pressió política. Al mateix temps, la ràdio catòlica acollia al pare Charles Coughlin, que va començar a mostrar simpatia cap al nazisme i un fort antisemitisme. L'American Nazi Party de George Rockwell va ser un petit grup en les dècades següents, que recolzava el moviment White Power (supremacisme blanc) i s'oposava al creixent moviment pels drets civils.
S'ha suggerit la similitud amb el feixisme d'altres persones, organitzacions i institucions: el governador i senador Huey Long va ser acusat d'implantar un règim de mà dura a l'estat de Louisiana. Les simpaties feixistes i el suport cap a Alemanya i Itàlia de moltes de les famílies més riques dels Estats Units es va apuntar en les cartes de William Dodd, ambaixador a Alemanya, així com els pagaments a periodistes per part del magnat de la premsa William Randolph Hearst, que va propiciar articles favorables cap a l'Alemanya nazi. La preocupació per qüestions similars es va reflectir en una novel·la semi-satírica: It Can't Happen Here, (No pot ocórrer aquí) de Sinclair Lewis, publicada el 1935.
El 1933, es va denunciar una conspiració per enderrocar al president Franklin D. Roosevelt mitjançant un cop militar. Aquesta presumpta conspiració, l'existència real de la qual és difícilment demostrable, es va conèixer com el Business Plot (Complot dels Negocis), perquè teòricament involucrava a l'elit industrial i financera, els interessos de la qual se suposaven amenaçats per la política del New Deal. Es va desvetllar davant l'opinió pública quan el general dels marines retirat Smedley Butler va atestar davant el Comitè McCormack-Dickstein del Congrés que havia estat temptejat per un grup d'alts interessos econòmics, liderat pels imperis industrials DuPont i J. P. Morgan, per orquestrar un cop feixista contra Roosevelt.
Des de punts de vista oposats (tant conservadors com esquerrans), s'ha proposat que el mateix Roosevelt va manllevar idees del feixisme europeu dels anys 30, encara que tal cosa difícilment pot determinar que se li qualifiqui a ell o a la seva política de feixista. És habitual comparar la cartellització de la indústria italiana realitzada per Mussolini i la que va realitzar Roosevelt en la indústria nord-americana mitjançant la National Recovery Act. Els governs feixistes solien adoptar polítiques econòmiques favorables als grans negocis, buscant protegir i consolidar grans empreses nacionals, afavorint als principals empresaris amb monopolis i oligopolis, en el que s'ha vingut a denominar corporativisme. Alguna de les crítiques a Roosevelt l'acusen d'haver emprès polítiques similars en l'esperança que l'esforç combinat de la gran empresa seria capaç de treure al país de la Gran Depressió (vegeu New Deal i corporativisme).

### Rússia
Amb anterioritat a la Revolució de 1917 va funcionar un grup denominat Centenes Negres, que podria considerar-se com un precedent del feixisme.
Després, els partidaris del règim tsarista o oposats als bolxevics i recolzats per les potències vencedores de la Primera Guerra Mundial van formar el Moviment Blanc, que va arribar a controlar àmplies zones durant un curt període en la Guerra Civil Russa (1918-1922). El seu programa ideològic, que es definia sobretot pels cercles d'emigrats russos (molt actius a París i Londres), es basava en el conservadorisme (en defensa econòmica dels interessos de terratinents i burgesia; i religiosa de l'Església Ortodoxa Russa -políticament no hi havia una definició tan clara, entre l'autocràcia tsarista i la democràcia representativa més al gust dels aliats, però sempre oposada als soviets-), l'anticomunisme i l'antisemitisme. El nacionalisme també era un tret molt evident, sobretot contra l'internacionalisme proletari, i per raons òbvies, es preferia nomenar als seus adversaris pel nom de Komintern. No obstant això, la russificació de la Unió Soviètica a partir de l'època d'Stalin, que va utilitzar extensament els instruments mobilitzadors del nacionalisme i l'antisemitisme, així com el culte a la personalitat, va competir amb eficàcia en aquests camps (per exemple, en denominar la Segona Guerra Mundial com Gran Guerra Pàtria).
Amb efecte més militar que ideològic, durant la guerra va existir un Moviment d'Alliberament Rus (Русское Освободительное Движение) i fins i tot un Exèrcit d'Alliberament Nacional Rus, del qual va ser part fonamental la Brigada Kaminsky, que va combatre sota les ordres alemanyes i va arribar a governar la República Lokot o Autonomia Lokot (Локотскoe Самоуправление) en els oblasts de Kursk i Oriol, dirigida primer per Konstantin Voskoboinik i després de la seva mort per Bronislav Kaminski.
A Sèrbia va tenir activitat un Cos de Guàrdia Rus a Sèrbia (Русский Охранный Корпус, Русский Корпус в Сербии, Russisches Schutzkorps Serbien).
A Manxukuo, en les dècades de 1930 i 1940, va actuar el Partit Feixista Rus, format per immigrants russos. Al mateix temps, als Estats Units es va formar l'Organització Feixista Russa, composta per immigrants russos.
En el període posterior a l'ensulsiada de la Unió Soviètica, a la Federació Russa han aparegut moviments i personalitats polítiques d'extrema dreta, que recuperen l'antisemitisme i el nacionalisme exacerbat, com Vladimir Zhirinovsky i uns altres més minoritaris, fins i tot d'estètica neonazi.

### Àsia

#### Japó
La ideologia japonesa que sol denominar-se nacionalista, expansionista, imperialista o militarista, guarda certa relació amb el feixisme, a més del fet que el Japó va formar part de les potències de l'Eix durant la Segona Guerra Mundial i que l'ocupació japonesa d'extensos territoris a Àsia permet d'alguna manera la comparació a la dels alemanys i italians a Europa. Va existir en els anys 20 i 30 una organització dins de l'exèrcit que pretenia instaurar un govern militar totalitari: la Kōdōha (Facció del Camí Imperial), que encara que mai va arribar a formar un partit polític, sí que va intervenir en política, i fins i tot va intentar prendre el poder mitjançant fallits cops d'estat entre 1934 i 1936. Durant els anys de la Segona Guerra Mundial el pes de l'exèrcit fins i tot va augmentar.
Va existir un moviment intel·lectual ultranacionalista, el Yuzonsha, en el qual poden trobar-se similituds amb els intel·lectuals feixistes europeus: els seus representants serien Ikki Kita, que va evolucionar a un pensament proper al feixisme en Un esbós de pla per a la reorganització del Japó (日本改造法案大綱 Nihon Kaizo Hoan Taiko, 1923), el pensament del qual ha estat qualificat de panasianisme. Tots dos es van involucrar en els intents de cops d'estat, sent executat Kita i empresonat uns anys Ōkawa, que va continuar popularitzant la idea de l'inevitable xoc de civilitzacions amb Occident, en què el Japó havia d'assumir el paper d'alliberador i protector d'Àsia. Va ser processat com a criminal de guerra de classe A pel Tribunal Penal Militar Internacional per al Llunyà Orient.
El Taisei Yokusankai o Associació de Suport al Règim Imperial (1940), moviment d'enquadrament polític i social de tipus totalitari i militarista que va presidir la vida japonesa fins a 1945, va ser organitzat des del govern pel príncep Fumimaro Konoe (les influències intel·lectuals del qual provenien del filòsof socialista Hajime Kawakami, i que va acabar suïcidant-se després de ser acusat de crims de guerra en els processos posteriors a la derrota). Tenia entre les seves finalitats reconstruir un nou Japó i completar un nou ordre en la Gran Àsia Oriental que, clar i evident, és la construcció d'un nou ordre mundial. El general Hideki Tōjō, primer ministre des de 1941 fins a 1944, va crear el Yokusan Seijikai que convertia al Japó en un estat unipartidista. Després d'un frustrat intent de suïcidi, va ser condemnat a mort i executat el 1948.

#### Xina
El Kuomintang va desenvolupar una secció secreta, que va actuar com una policia secreta i força paramilitar, denominada de diverses formes, entre elles com a Societat de Camises Blaves (藍衣社 en xinès). Va estar sota la direcció de Chiang Kai-shek i els seus membres provenien inicialment de l'Acadèmia Militar Whampoa. A través d'ella es buscava liderar el partit Kuomintang i la pròpia República de la Xina amb una certa similitud amb el feixisme europeu, que de vegades s'ha qualificat de feixisme confucià.
El principal ideòleg, Liu Jianqun (劉健羣), havia estat influït per lectures sobre el feixisme europeu i va escriure un pamflet titulat Algunes Opinions Sobre la Reforma del KMT, on, entre altres trets propis dels moviments feixistes, proposava l'ús de camises blaves per identificar-se. La seva influència es va estendre del sistema militar al polític, i a la vida social i econòmica de la Xina dels anys 1930. L'auge i caiguda de la Societat de Camises Blaves va ser ràpid, encara que fosc. En rares ocasions es refereix la possibilitat de la continuació de les seves activitats després de l'establiment de la República Popular de la Xina en el continent i la limitació de l'exercici del poder del KMT a Taiwan.

#### Líban
El Partit de les Falanges Libaneses (en àrab حزب الكتائب اللبنانية Hizb al-Katā'ib al-Lubnaniyya), conegut com a Kataeb (Falanges) va ser fundat el 1936 per Pierre Gemayel, seguint els models italià i espanyol, entre els cristians maronites del Líban. La dimensió ideològica del partit sempre va ser menys important que el seu component identitari religiós, que aglutina a una comunitat nítidament definida en la societat libanesa, segregada entre cristians i musulmans. El seu lema és Déu, Pàtria i Família. La seva ideologia és nacionalista, més particularment fenicista (per la idealització del passat fenici), contrària al nacionalisme àrab. La situació de dependència colonial de França va portar a la Falange a lluitar juntament amb els també libanesos musulmans sunnites. Després de la independència, des de 1948 es va aliar amb el nou estat d'Israel per compensar l'augment de població musulmana per l'arribada de refugiats palestins. Després de sofrir diverses escissions segueix existint en l'actualitat, i la família Gemayel segueix liderant-lo.

### Sud-àfrica
El 1938 es va fundar dins de la comunitat afrikaner sud-africana l'Ossewabrandwag (literalment "Sentinella del Vagó de Bous", OB), un partit d'inspiració nazi, amb un grup paramilitar denominat Stormjaers (Caçadors de tempestes). Durant la Segona Guerra Mundial, en la qual s'oposaven a ajudar a Anglaterra enfront d'Alemanya, van realitzar actes de terrorisme i alguns dels seus dirigents van ser empresonats, però el partit mai va arribar a ser prohibit. Després de 1945, varis dels seus membres van passar a ocupar llocs de responsabilitat en el règim de l'apartheid. En particular, John Vorster va arribar a ser primer ministre de 1966 a 1978.

### Llatinoamèrica
La proximitat cultural i idiomàtica va fer que per a alguns grups intel·lectuals i polítics des dels anys trenta fos més fàcil la identificació amb el nom de la Falange Espanyola que amb el del feixisme italià o el nazisme alemany, i van sorgir moviments amb aquest nom en molts països llatinoamericans, amb molt diferent evolució al llarg del temps.

#### Brasil

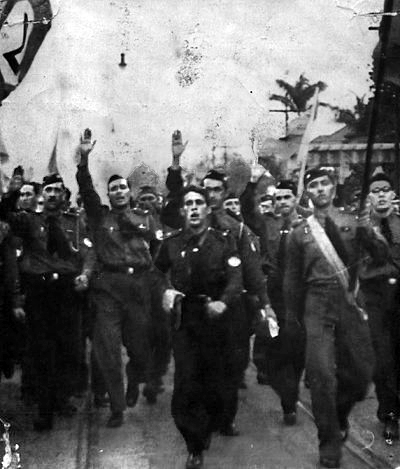
Manifestació integralista al Brasil.

Al Brasil va haver-hi en els anys 30 un moviment similar al feixisme, l'Ação Integralista Brasileira (Acció Integralista Brasilera, AIB) de Plínio Salgado, que va treure el seu nom d'un moviment antiparlamentari, tradicionalista i monàrquic de començaments de segle a Portugal, l'Integralisme Lusità. Utilitzava una adaptació de la parafernàlia feixista: camises verdes, el símbol sigma (Σ) i la salutació romana amb el crit Anauê! («Ets el meu germà!», en tupí). La seva relació amb Getúlio Vargas va ser conflictiva, incloent un intent de cop d'estat el 1938, després del qual es va desintegrar el moviment.

#### Colòmbia
A Colòmbia els canvis socials dels anys de 1920 (creixement de les ciutats, polarització social) es van expressar intel·lectualment en un grup denominat Els lleopards (Eliseo Arango, José Camacho Carreño, Joaquín Fidalgo Hermida, Augusto Ramírez Moreno i Silvio Villegas). Un estudi elogiós amb aquest moviment, sobretot des del punt de vista literari. inspirat en el monarquisme francès (Charles Maurras) que va donar com a resultat polític una de les principals divergències dins del Partit Conservador Colombià en un sentit nacionalista. El grup va buscar inspiració històrica en Simón Bolívar i en Rafael Núñez, més que tot en el seu pensament autàrquic per part del primer i el pensament catòlic per part del segon.

## El feixisme al govern per països

### L'Eix
- Regne d'Itàlia: Feixisme italià, Partit Nacional Feixista, Benito Mussolini (1922-1945)
- Tercer Reich: Nazisme, NSDAP Adolf Hitler (1933-1945)
- Imperi japonès: Imperialisme japonès, Kodoha, Hideki Tojo (1931-1945)

### Estats titella del Tercer Reich i d'Itàlia
- Albània: sota control italià (1939-1943) i sota control alemany (1943-1944)
- Bulgària: Bogdan Filov, Dobri Bozhilov (1940-1944)
- França: Govern de Vichy de Philippe Pétain (1940-1944)
- Hongria: Creu fletxada, Ferenc Szálasi (1944-1945)
- Noruega: Vidkun Quisling (1943-1945)
- Eslovàquia: Partit del poble eslovac, Andrej Hlinka, Jozef Tiso (1939-1944)
- República Social Italiana (1943-1945)
- Romania: Guàrdia de ferro, Ion Antonescu (1940-1944)

### D'altres països
- Àustria: Austrofeixisme, Engelbert Dollfuß; Anschluss (1933-1945)
- Brasil: Estat Nou, Getúlio Vargas; Plínio Salgado, Integralisme brasiler (1937-1945)
- Croàcia: Ante Pavelić, Ústaixa, Estat Independent de Croàcia (1941-1945)
- Espanya: Falange Española, Franquisme, Francisco Franco (1936-1975)
- Finlàndia: Moviment de Lapua
- Grècia: Feixisme grec, Ioannis Metaxàs (1936-1941)
- Polònia: Endecja, Roman Dmowski (anys 30)
- Portugal: Estat Nou, António de Oliveira Salazar (1932-1974)